# Grottenloch

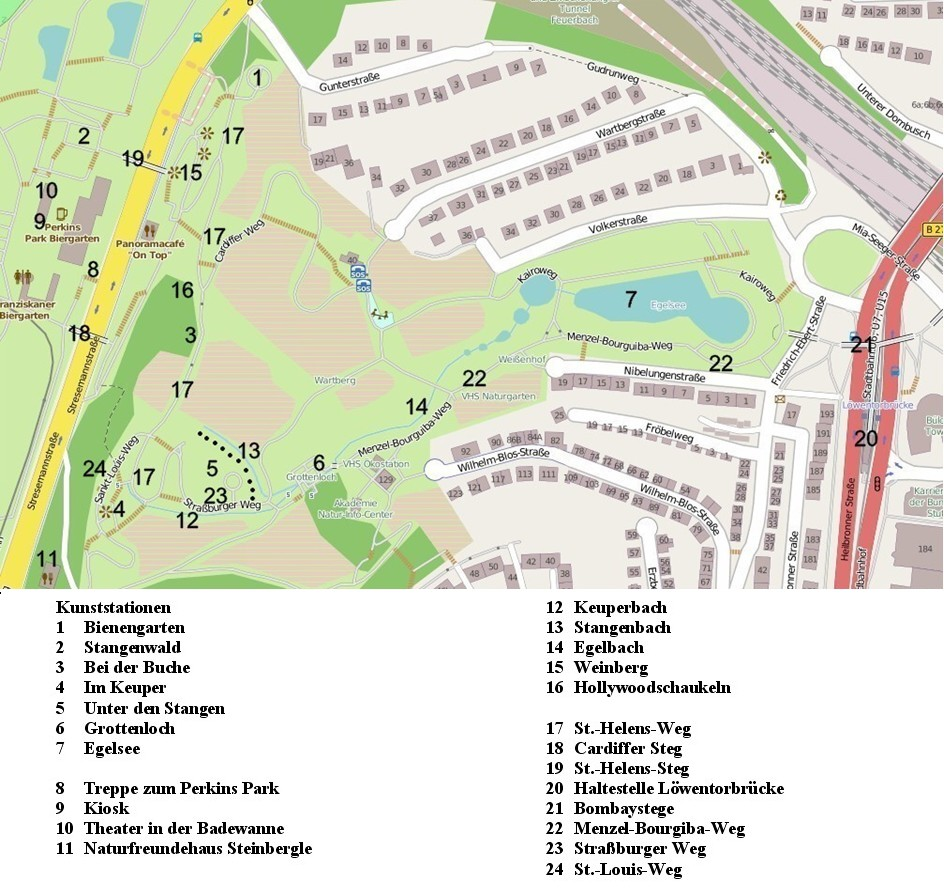
Plan 1: Das Grottenloch (6) auf dem Wartberggelände.

Das Grottenloch ist eine Brunneninstallation des US-amerikanischen Bildhauers, Landschaftsarchitekten und Konzeptkünstlers Michael Singer auf dem Wartberggelände in Stuttgart. Singer bezeichnet sein Werk als Memorial Garden (Erinnerungsgarten).
Das Grottenloch ist eine der Kunststationen, die zur Internationalen Gartenbauausstellung 1993 (IGA ’93) in der Parklandschaft des Grünen U in Stuttgart errichtet wurden und nach der Ausstellung erhalten blieben.

## Lage
(Hinweis: In Klammern gesetzte Ziffern im Text verweisen auf die entsprechenden Nummern in den Abbildungen.)
Das Grottenloch (6) liegt in der südlichen Talmulde des Wartbergs am Zusammenfluss zweier kleiner Bäche (12, 13), die von dem nördlichen Hang des Wartbergs herabfließen. Es grenzt im Norden an eine alte Streuobstwiese und im Süden an ein Waldstück. Unweit östlich des Grottenlochs befindet sich die VHS-Ökostation Wartberg.
Hinweis: Keuperbach, Stangenbach und Egelbach sind keine offiziellen Bezeichnungen, sondern dienen hier zur Unterscheidung namenloser Bäche am Wartberg.

## Vorgeschichte
Die Namensgebung Grottenloch ist eine nicht ganz korrekte Direktübersetzung des schwäbischen Wortes Groddaloch ins Hochdeutsche. Dieser alte und volkstümliche Flurname lässt eine ehemalige kleine und feuchte Mulde (Loch) am Zusammenfluss der beiden kleinen Wartbergbäche vermuten, in der häufig Kröten (Grodda) anzutreffen waren.
Im Vorfeld der Planungen für die Internationale Gartenbauausstellung 1993 (IGA '93) wurde auch die Umgestaltung des Wartberggeländes ins Auge gefasst:

„Prinzip des Konzeptes ist es, gestalterische Verdichtungen auf bestimmte Bereiche und Punkte zu konzentrieren, die im Gelände schon abzulesen waren. Solche gestalterischen Verdichtungen sind u. a. beim ‚Grottenloch‘, wo zwei Bäche zusammentreffen. Besondere Bedeutung kommt dem Element Wasser als Teil des Parks zu. Im Gelände gibt es zwei Quellen, die zunächst als zwei Bäche, später gemeinsam zusammen talwärts fließen.“

Am Zusammenfluss der beiden Bäche sollte „eine künstlerisch gestaltete Station“ entstehen. Die Stadt Stuttgart beauftragte den Künstler Michael Singer, den „genius loci zu interpretieren und gleichsam als landschaftsgestalterisch-künstlerisches begeh- und nutzbares Environment zu gestalten, damit die Grenzen zwischen den Fachdisziplinen zu durchbrechen und einige Schritte in Richtung auf ein örtlich klar begrenztes Gesamtkunstwerk zu gehen“.
Bei der ersten Besichtigung des vorgesehenen Geländes „am Fuß eines Hügels und am Rand eines Apfelbaumgrundstücks“ fand Singer, wie er sich ausdrückte, zwei armselige Flüsschen vor, die sich zu einem dritten Bach vereinigten („two sad streams converging in a ditch“). Damals arbeitete Singer gerade an seiner Skulptur „Map of Memory“ und beschloss, einiges daraus, unter anderem die Motive Erinnerung, Einfriedung und Schichtung („remembrance, enclosure, and layering“), auch für das Grottenloch zu verwenden.
Bei der Erkundung des Geländes stellte sich heraus, dass das Grottenloch am Fuß eines Hügels lag, der aus inzwischen überwucherten Bombentrümmern des Zweiten Weltkriegs aufgeschüttet worden war. Daraufhin wurde beschlossen, diesen Ort auch dem Gedenken an die Überlebenden des Krieges zu widmen (Singer bezeichnet den Garten als „A Place to Remember Those Who Survived“ oder „Memorial Garden“). Der Gedächtnischarakter des Orts sollte durch eine Granittafel mit einem Ausspruch des jüdischen Mystikers Rabbi Nachman manifestiert werden.
An seinem Wohnort Wilmington in Vermont (USA) baute Michael Singer eine Scheune, in der er das Grottenloch als Sperrholzmodell im Maßstab 1:1 entwarf.

## Beschreibung

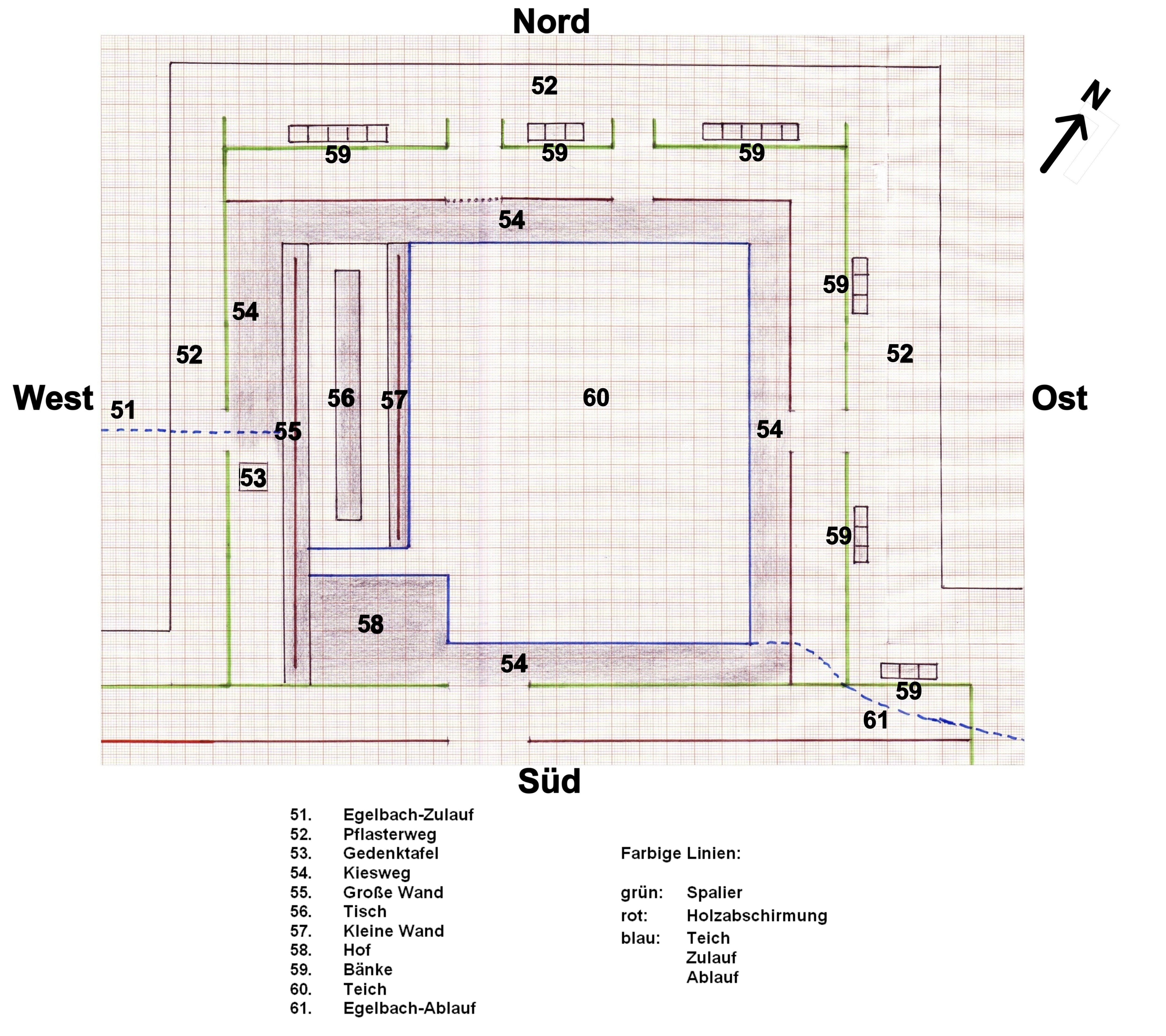
Plan 2: Grottenloch.

Die Brunneninstallation des Grottenlochs wird durch einen Zulauf gespeist, eine künstliche Quelle, die sich mit zwei vom Wartberg kommenden Bächen vereinigt und in das eigentliche Grottenloch ergießt. Das Grottenloch im engeren Sinn ist ein rechteckiger, umfriedeter Bezirk, der das zulaufende Wasser über ein System von Wannen, Kanälen, Inseln und Kaskaden verteilt und zum Egelsee weiterleitet. Im Süden schließt sich an das Grottenloch der Schattenbrunnen an, eine Brunneninstallation im Schatten eines Waldstücks, dessen Wasser ebenfalls in das Grottenloch einfließt.

### Zulauf
Vor dem eigentlichen Grottenloch vereinigen sich zwei Bächlein, der Keuperbach und der Stangenbach. Der Keuperbach (12) tritt an der Kunststation Im Keuper (4) aus einem Halbrund von Felssteinen ans Tageslicht und fließt den Straßburger Weg (23) entlang zum Grottenloch. Am Hang des Wartbergs, unweit eines Rastplatzes mit drei Sitzgruppen, tritt der Stangenbach (13) zutage. Nahebei nimmt die Stangenreihe der Kunststation Unter den Stangen (5) ihren Anfang. Der Bach fließt parallel zur Stangenreihe zu Tal und biegt kurz vor der Einmündung des Straßburger Wegs in den Menzel-Bourgiba-Weg (22) in das Grottenloch ein.
Vor ihrem Zusammenfluss umfließen die beiden Bächlein eine künstliche Quelle, die Michael Singer mit einem flachen quadratischen Steinrahmen fassen ließ. Das Quellwasser tritt durch einen schmalen Ablauf ins Gelände aus, vereinigt sich kurz darauf mit den beiden Bächlein zum Egelbach (14), fließt durch den Westeingang und rieselt dann über eine Betonwand in den Teich (60). Diese ist in den Sockel der Großen Wand (55) integriert, die hier durch einen Sehschlitz (Michael Singer bezeichnet ihn als „Sichtfenster“) den Blick in das Grottenloch gestattet. Ein weiteres solches Sichtfenster befindet sich in der Holzabschirmung am Egelbach-Ablauf (61).

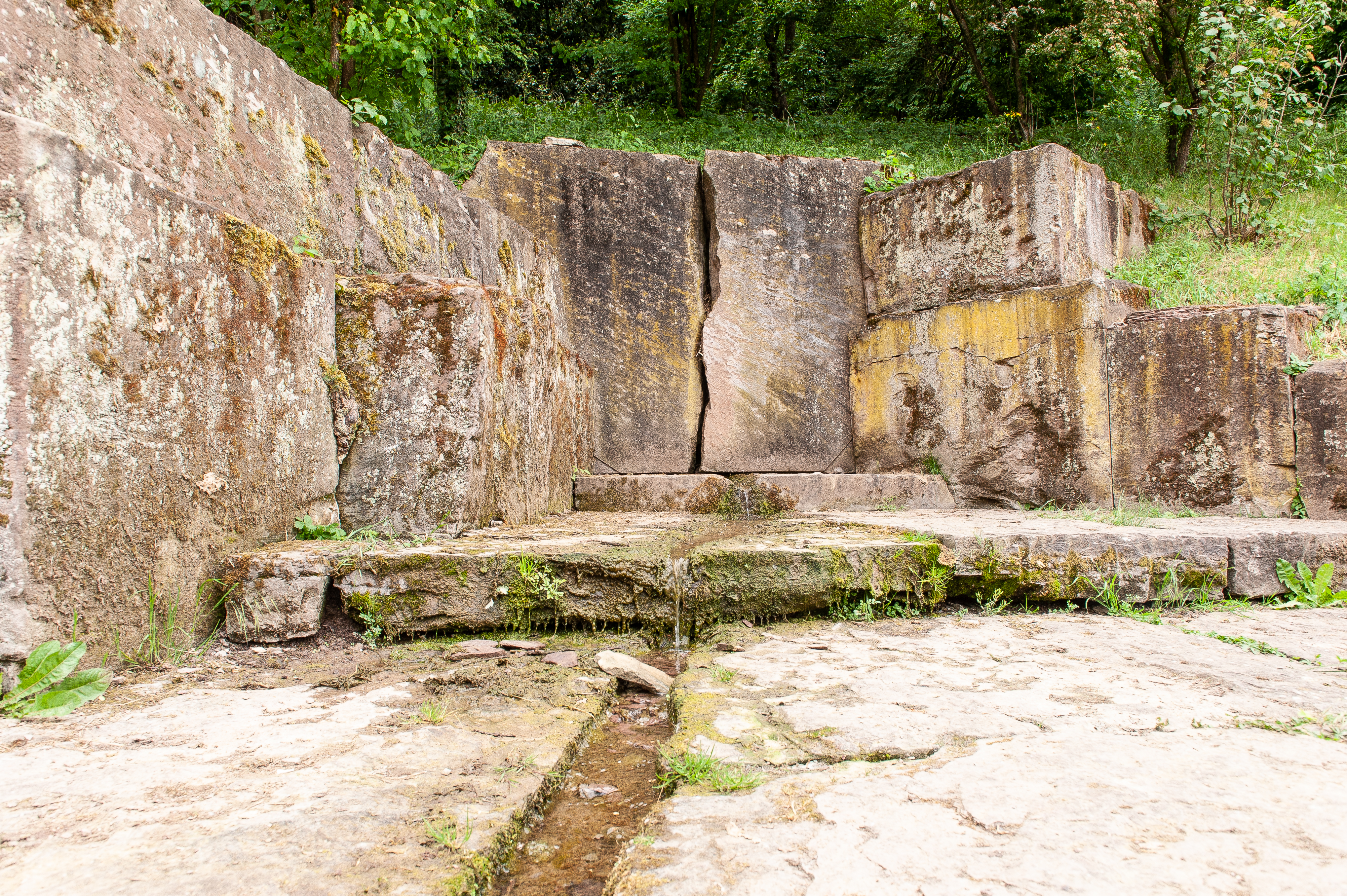
Keuperbachquelle.
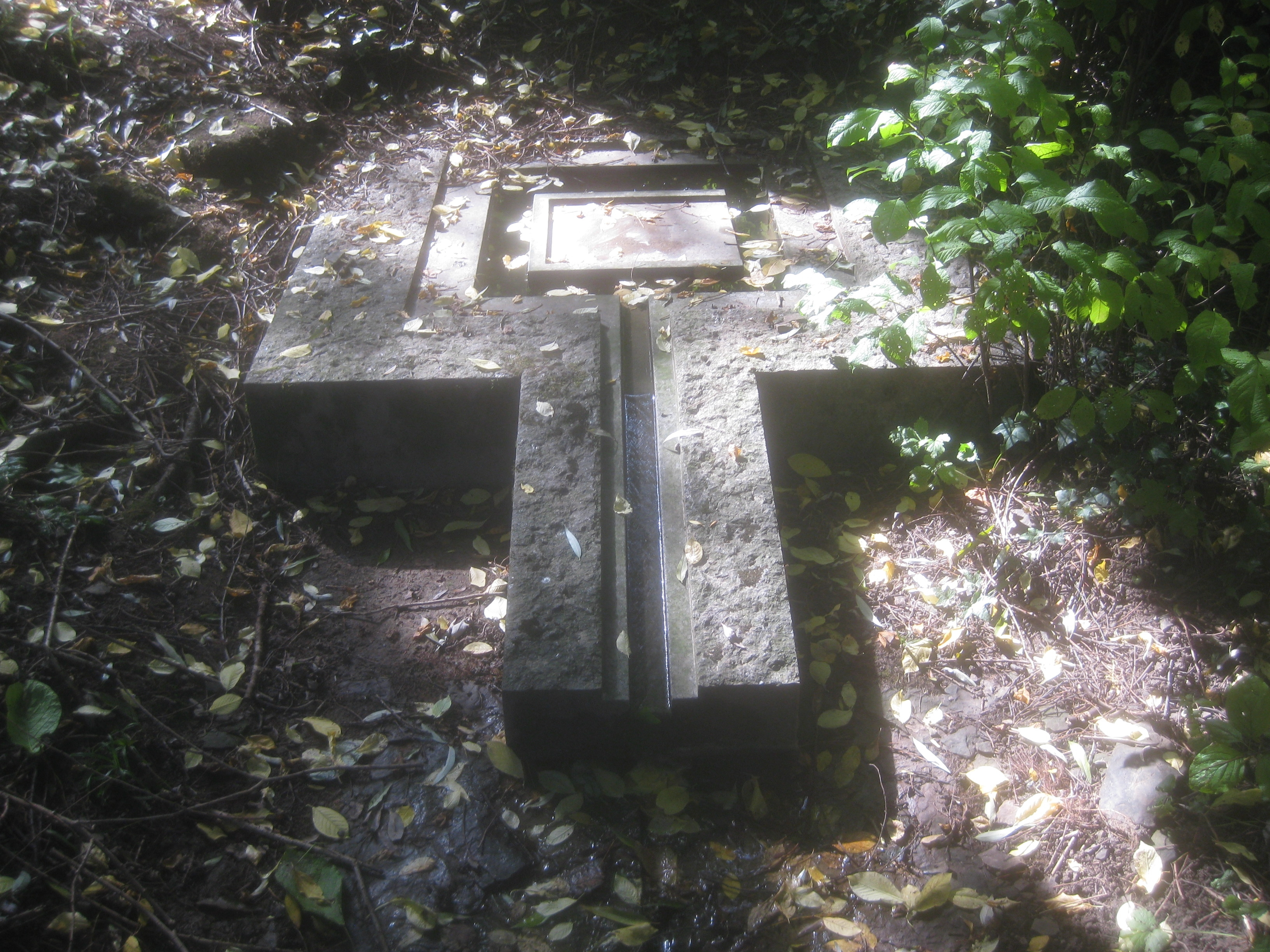
Künstliche Quelle.
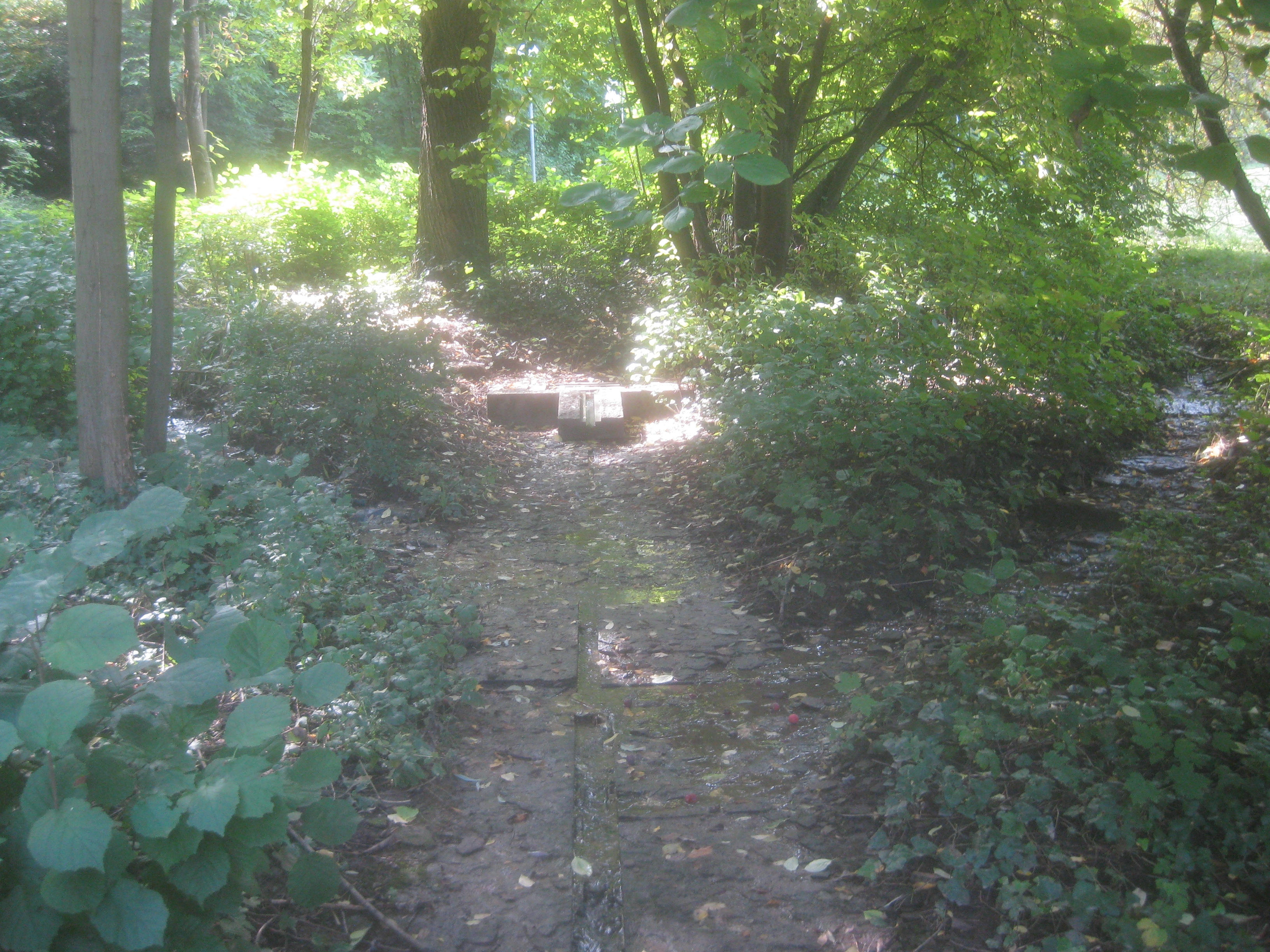
Künstliche Quelle, Einmündung des Keuperbachs (links) und des Stangenbachs.
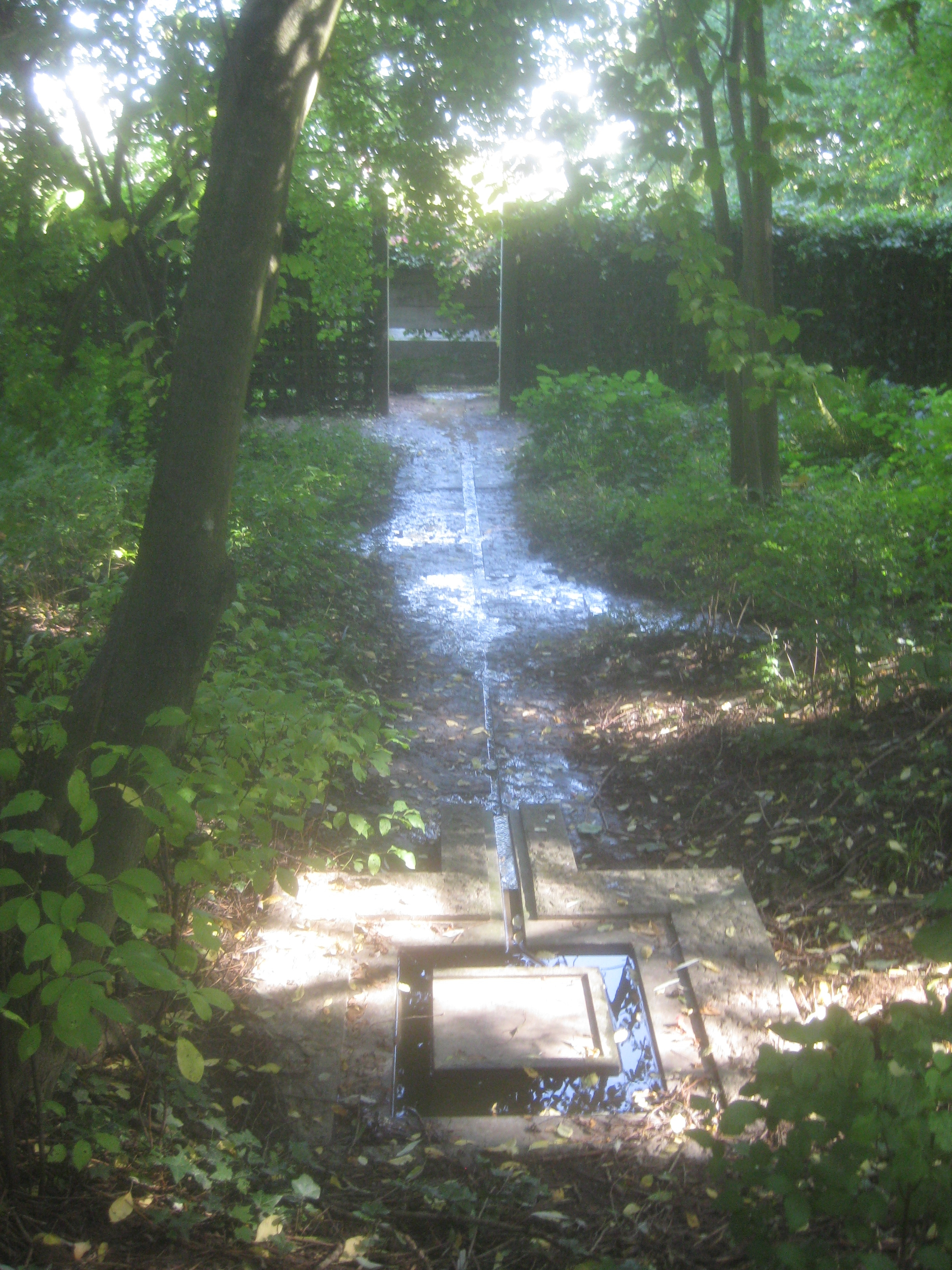
Zulauf von der künstlichen Quelle bis zum Westeingang.
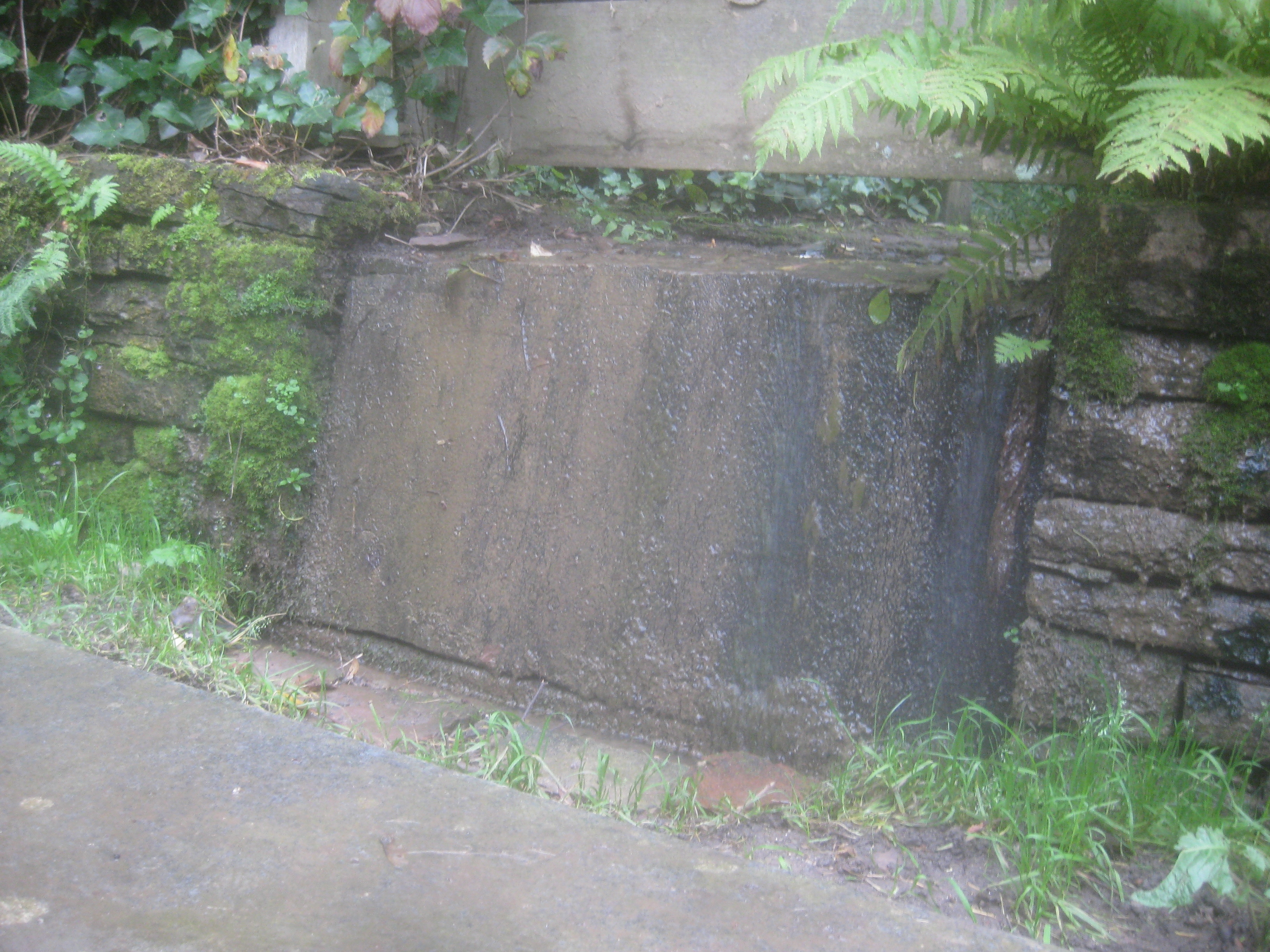
Rieselwand, über die der Egelbach in eine Rinne hinabfließt.

### Grottenloch
Das eigentliche Grottenloch ist ein rechteckiger Bezirk, der sich hinter einer doppelten Einfriedung verbirgt. Das Gelände fällt in der Fließrichtung des im Westen zulaufenden Wassers nach Osten hin ab. Das Grottenloch besteht aus zwei Teilen:
- der Abschirmung im Westen, die aus zwei Holzwänden (55, 57) besteht, die den „Tisch“ (56), eine niedrige Rechteckform, einschließen,[15]
- und dem daran anschließenden Teich (60) mit seinen Pflanztrögen, Wannen, Kanälen, Inseln und Kaskaden.

#### Einfriedung
Das Grottenloch liegt hinter einer doppelten Einfriedung, um die – außer im Süden, am Übergang zum Schattenbrunnen – ein breiter Pflasterweg (52) verläuft. Als äußerer Zaun dient eine „Grüne Wand“, ein zwischen Granitpfosten aufgespanntes, doppeltes Holzspalier (grüne Linien in Plan 2), an dem dichte Efeuhecken wuchern. Das Spalier ist übermannshoch, an der Zulaufseite im Westen jedoch höher als an den anderen drei Seiten, so dass es dort wie eine hohe Wand wirkt. Die Granitpfosten enden – wie auch die Pfosten der Holzabschirmung – in einer charakteristischen Nase. An der Nordseite springen an den Ecken und Eingängen schmale Querschenkel aus dem Spalier heraus, in deren Nischen drei Bänke aus Sandsteinkuben (59) den Spaziergänger zum Verweilen und zum Genießen der Stille und des plätschernden Wassers einladen. Auch an der Ostseite sind dem Spalier drei Steinbänke vorgesetzt.
Den inneren Zaun bildet eine barrierenartige „Holzabschirmung“ (rote Linien in Plan 2), ein blickdichter Zaun aus Holzpfosten und quer daran befestigten, dicken Holzbohlen. Im Niemandsland zwischen den beiden Einfriedungen wachsen im Osten und Norden zwischen niedrigem Gestrüpp schlanke Säulenweiden empor. Man kann das Grottenloch von allen vier Seiten aus durch einen Eingang zwischen Spalier und Holzabschirmung betreten. An der Nordseite gibt es noch einen Blindeingang, der durch ein Metallgitter versperrt ist.

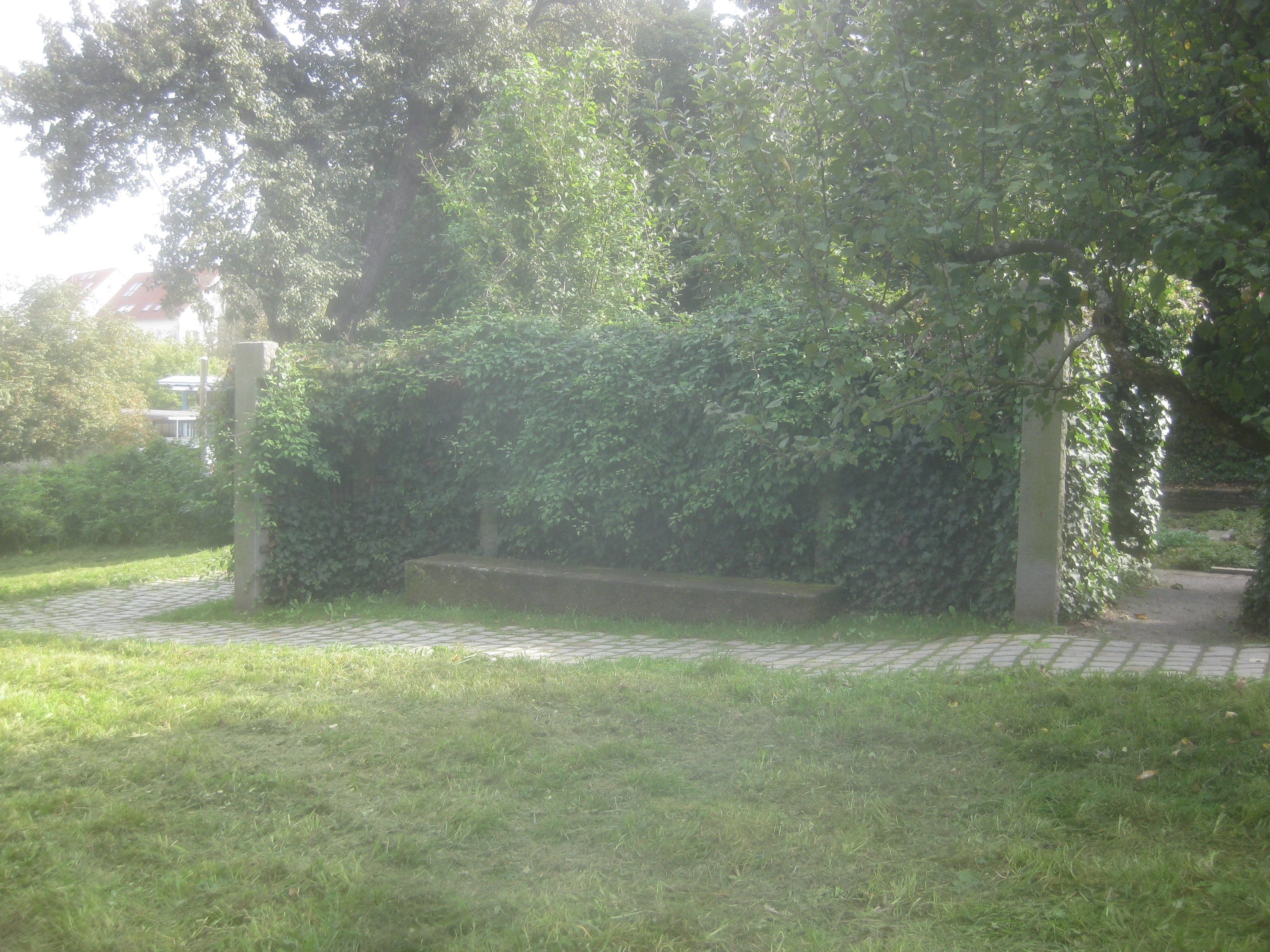
Spalier mit Steinbank an der Nordostecke.
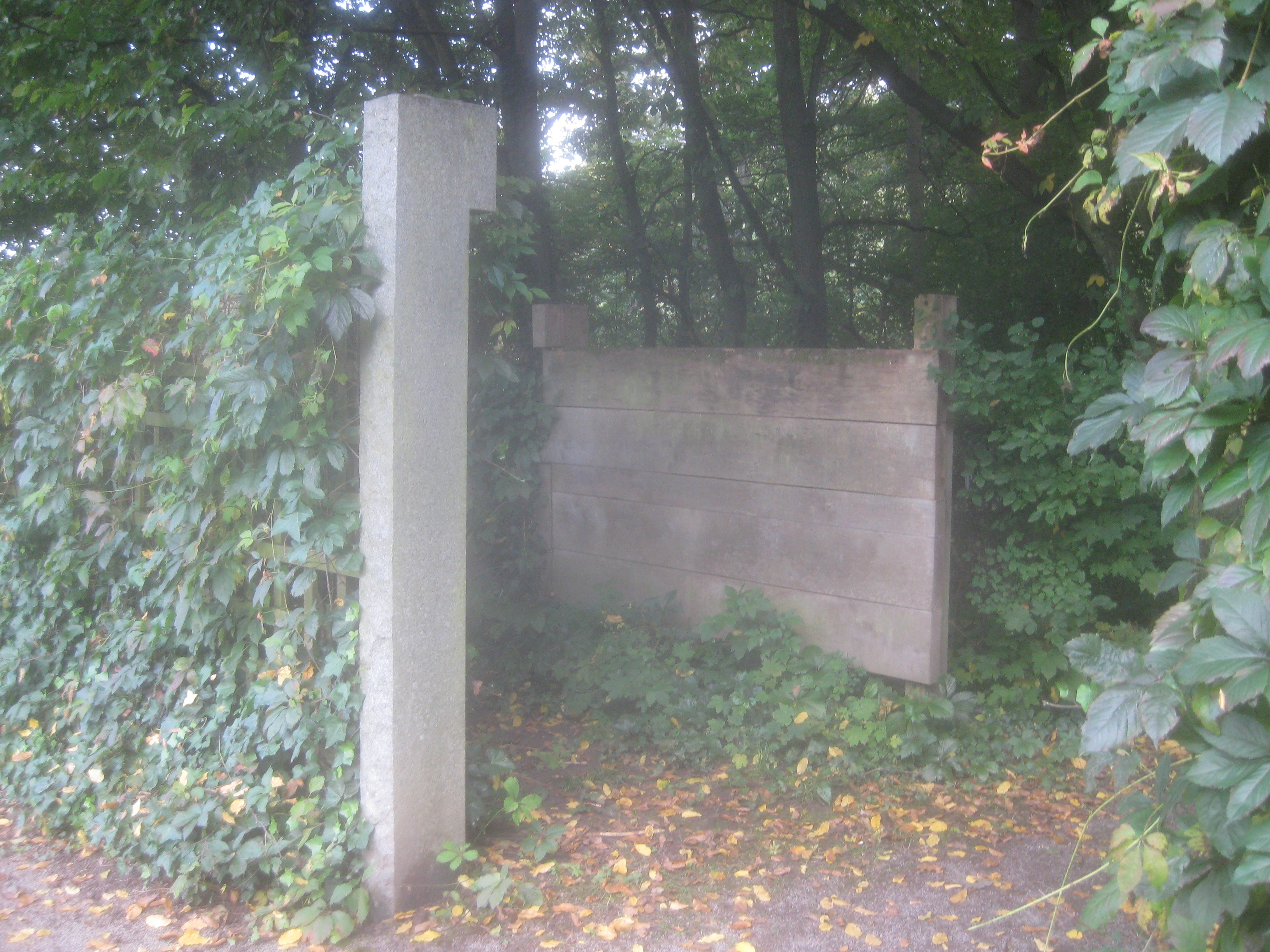
Links: Spalier mit Granitpfosten, rechts: Holzabschirmung.
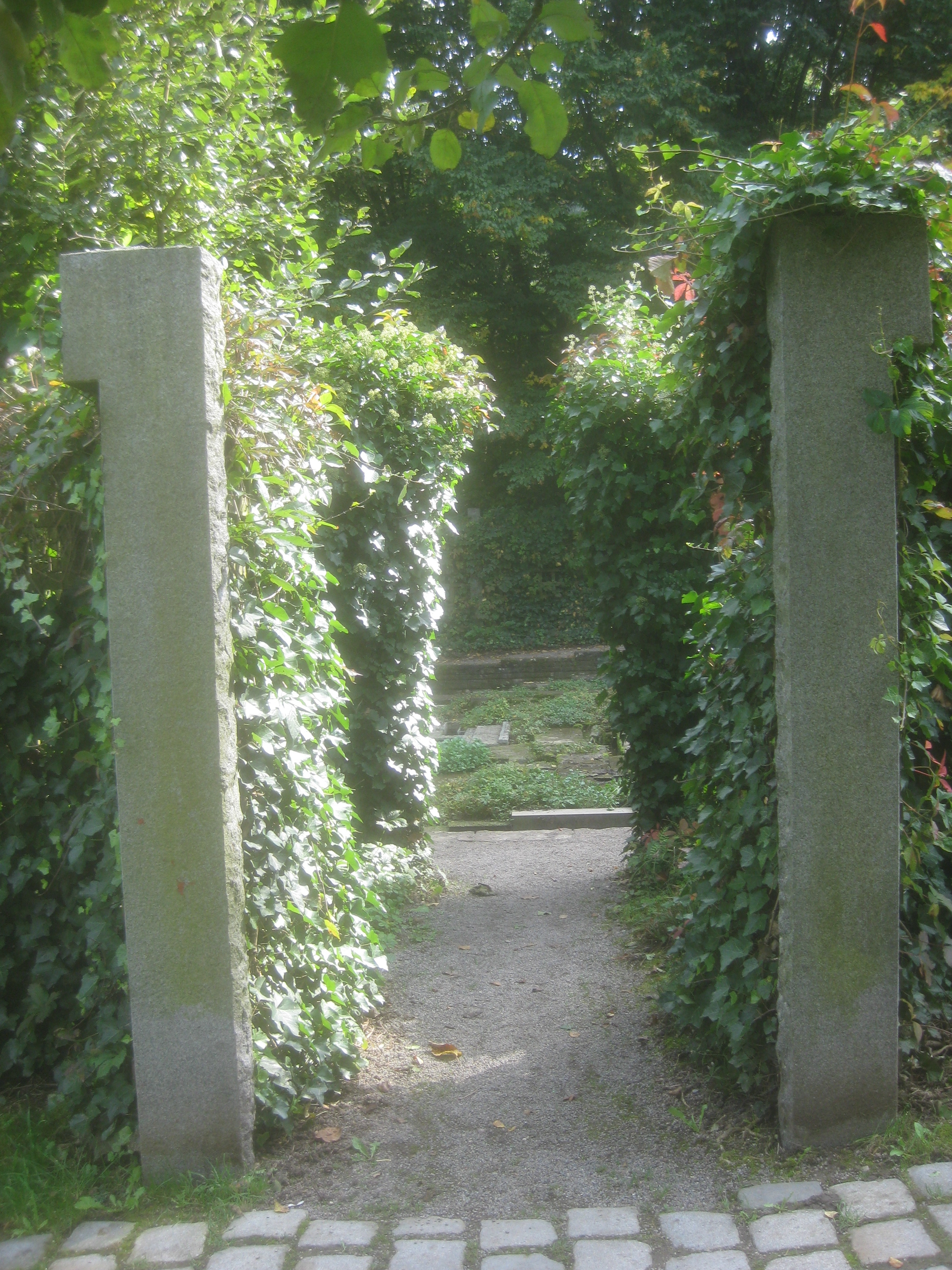
Nordeingang.
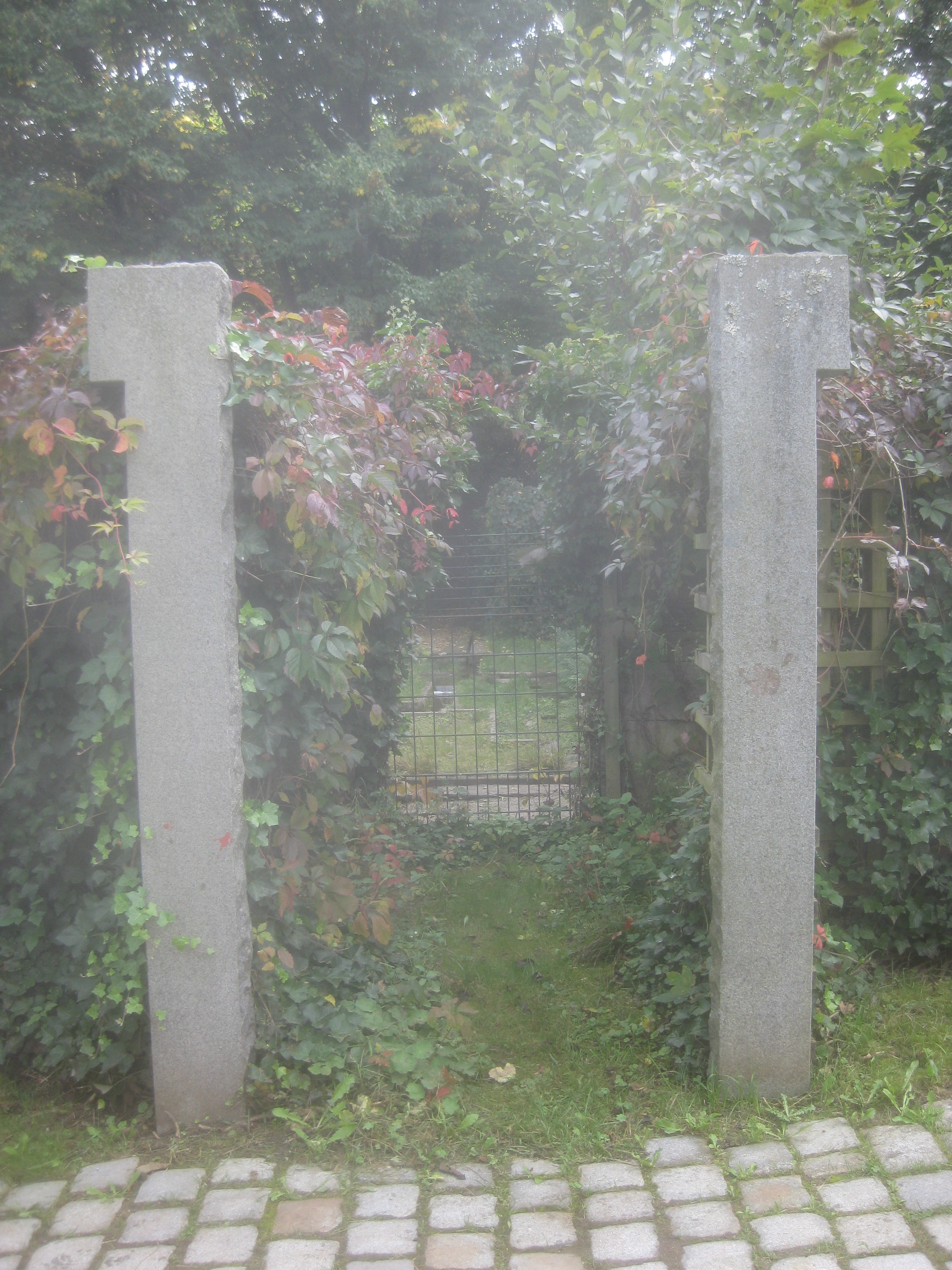
Vergitterter Blindeingang im Norden.

#### Abschirmung
Zwischen innerem Zaun und Teich verläuft an drei Seiten ein Kiesweg (54). Im Westen betritt man das Grottenloch durch einen Eingang, von dem aus man rechts zu einer in den Boden eingelassenen Gedenktafel (53) gelangt und links auf einem Weg zwischen Spalier und Holzabschirmung zum nördlichen Kiesweg. Die Holzabschirmung ruht hier auf einem Steinsockel, so dass sie mit ihrer Oberkante fast die Höhe des Spaliers erreicht und eine Wand bildet. Diese „Große Wand“ (55) erstreckt sich über die ganze Breite des Teichs, während die „Kleine Wand“ (57) zu dieser parallel verläuft und durch den „Hof“ (58), einen mit Steinplatten belegtes Rechteck, im Süden verkürzt wird. Zwischen beiden Wänden befindet sich der niedrige „Tisch“ (56), eine lange Rechteckform, deren zackenförmig ausgeschnittene Oberfläche mit bodendeckenden Grünpflänzchen besetzt ist.
Nahe vor dem Westeingang entsteht aus dem Zusammenfluss der beiden Wartbergbäche und der künstlichen Quelle der Egelbach. Er fließt durch den Westeingang, überquert den Weg zwischen Spalier und Großer Wand und rieselt über einen Betonsockel, der den Steinsockel der Großen Wand in der Mitte durchtrennt, in eine Querrinne am Fuß des Sockels.

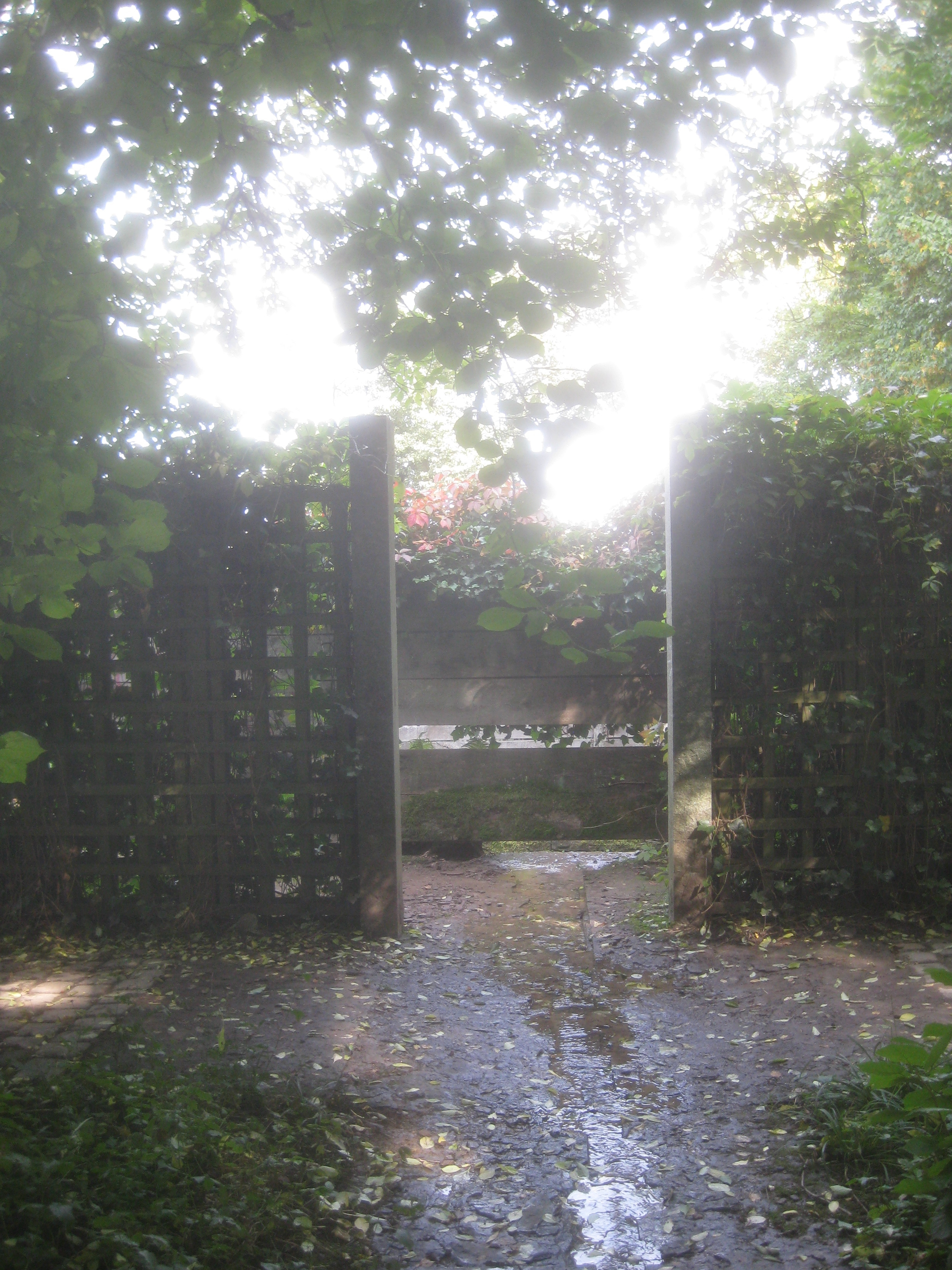
Westeingang mit Egelbach-Zulauf
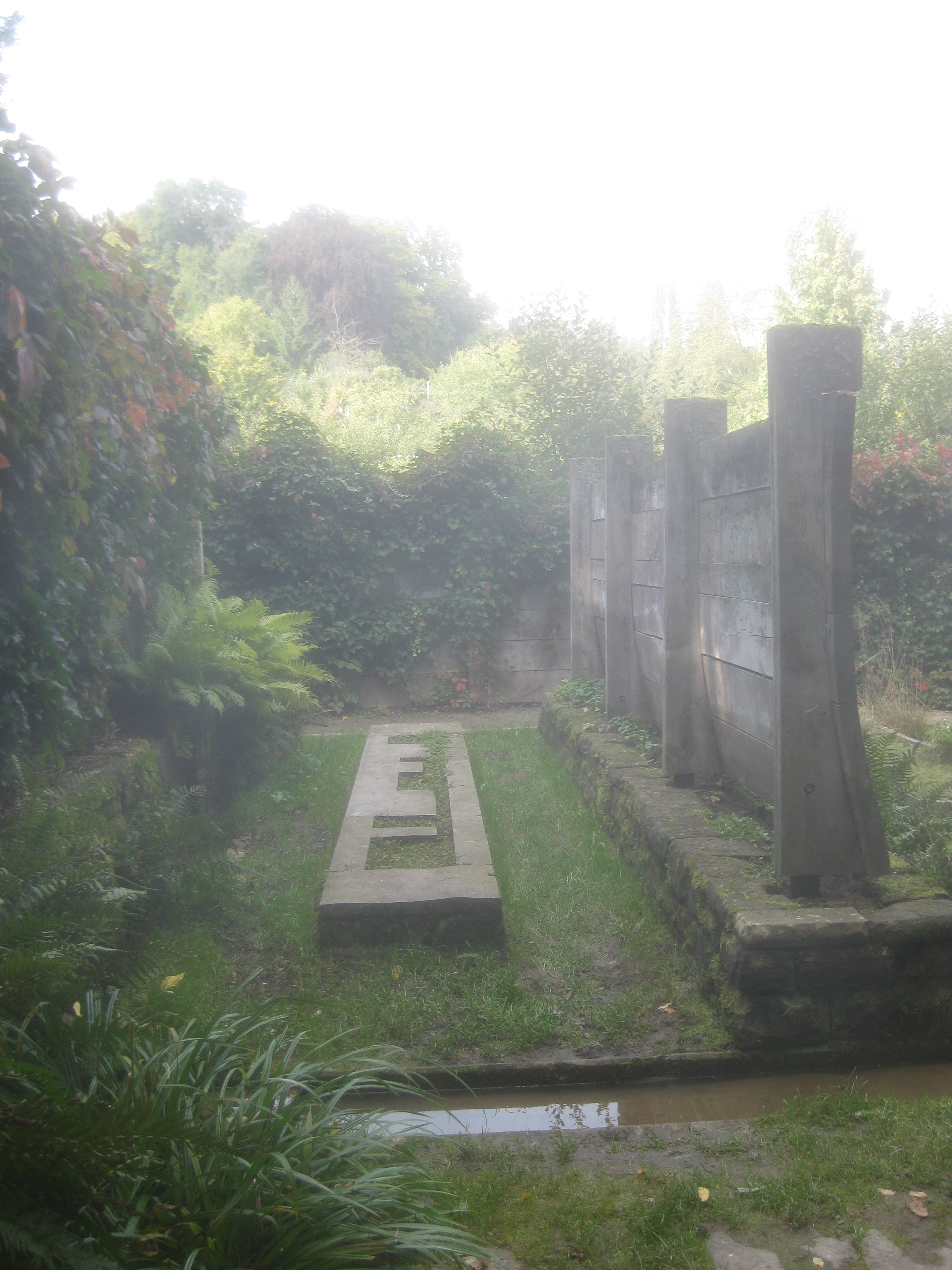
Von links: Große Wand, Tisch, Kleine Wand
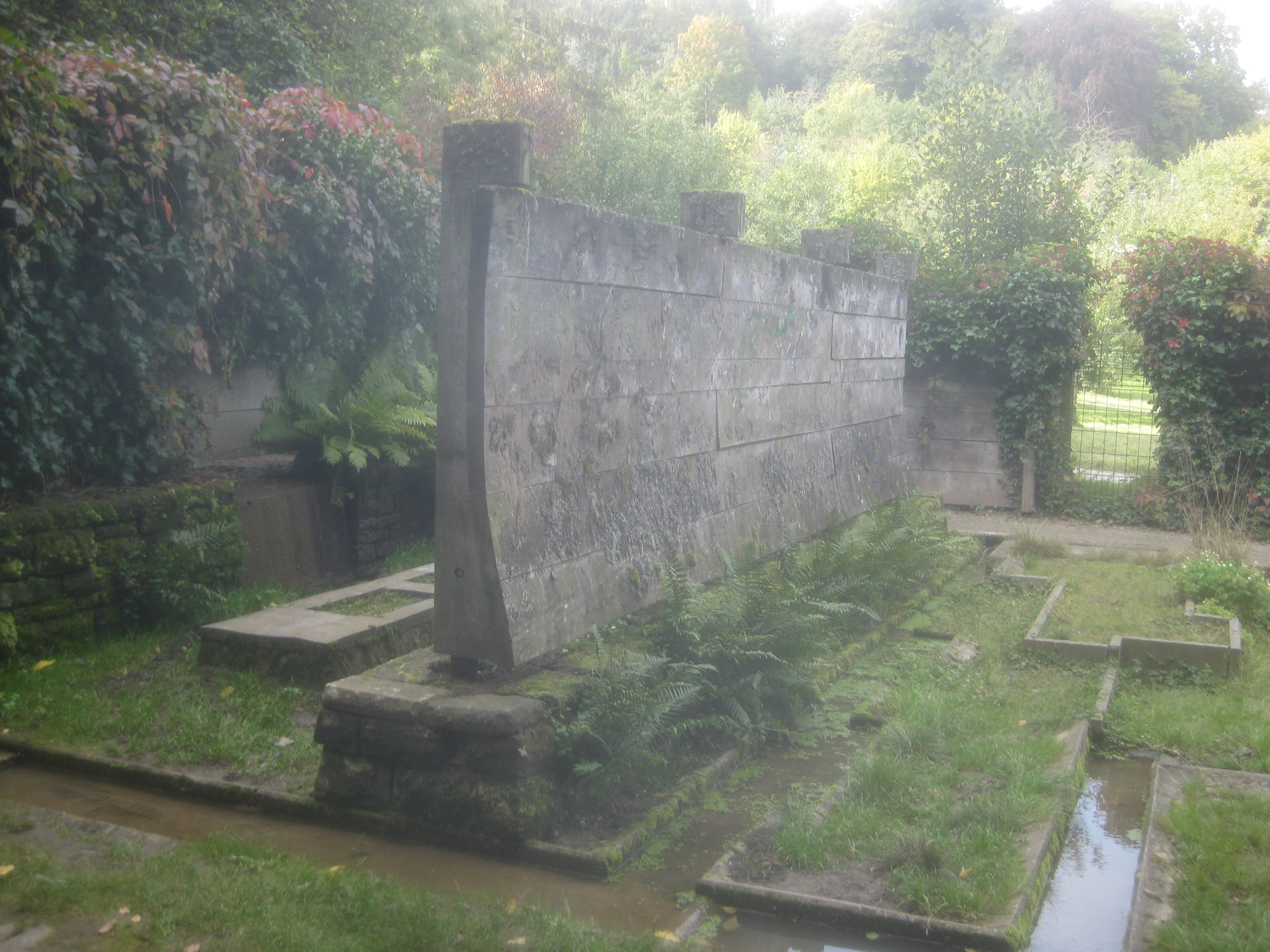
Große Wand, rechts: Pflanztröge
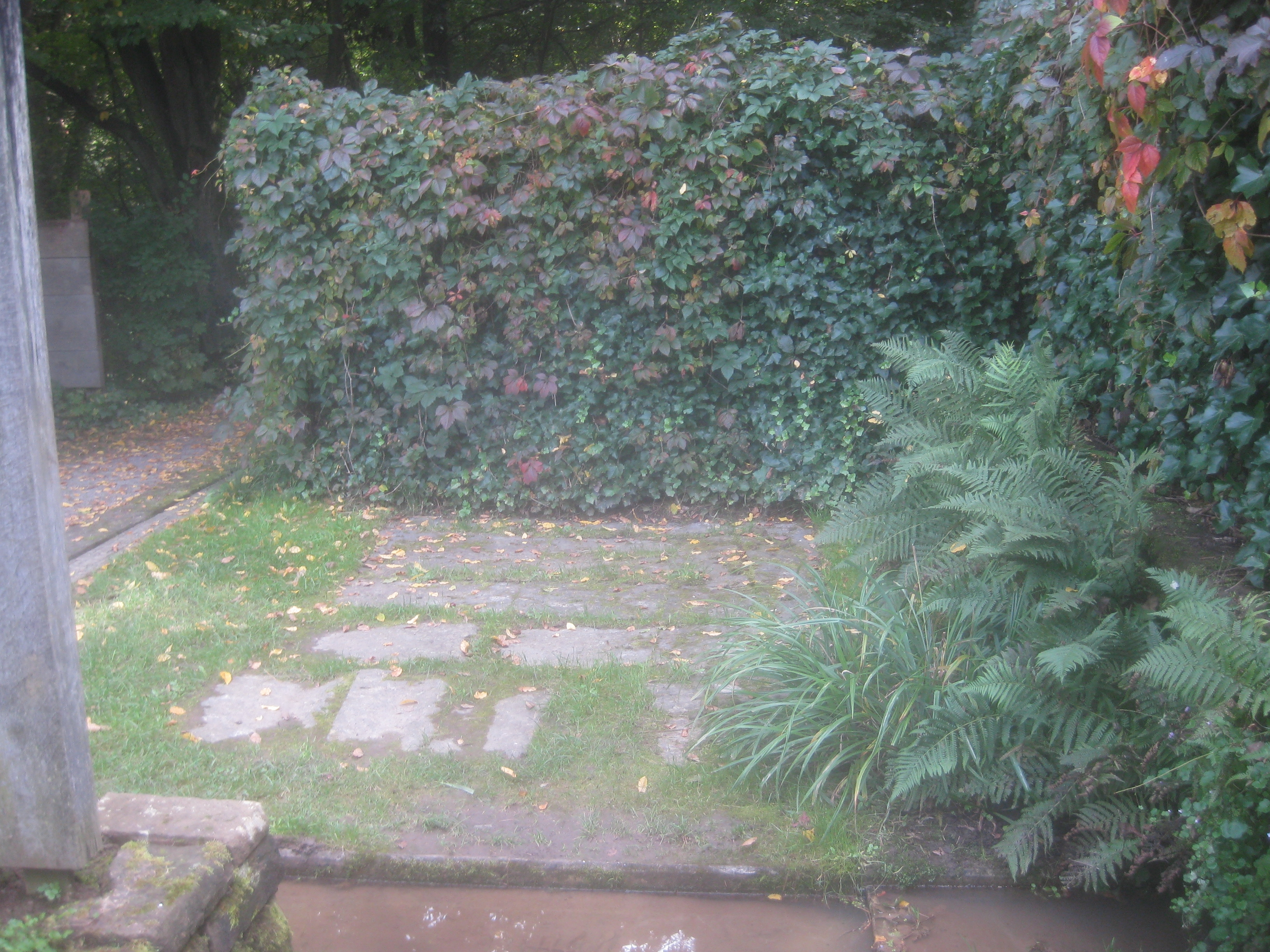
Hof

#### Teich
Da das Grottenloch nach Osten abfällt, kann das Wasser aus der Querrinne am Fuß der Großen Wand abfließen (teils unterirdisch und daher unsichtbar) und sich über verschiedene Wannen, Kanäle und Kaskaden im Teich ausbreiten. Das Gefälle spiegelt sich auch in der Abstufung des nördlichen Kieswegs und der seitlichen Natursteinmauern wider, ebenso in der teilweise abgetreppten Anlage des Teichs.
Der Teich besteht aus vier Abschnitten, von Westen nach Osten sind das die Pflanztröge, die Kupferwanne, die Kaskaden und der abschließende Tümpel.
Der oberste Abschnitt beginnt an der Kleinen Wand mit drei Reihen von querrechteckigen Betontrögen, die mit Farnen, Gras und einigen Sumpfpflanzen besetzt sind. Dazwischen und daneben fließt das Wasser in Rinnen, Kanälen und Rutschen in eine Kupferwanne zur nächsten Ebene hinunter. Aus der stillen, glatten Wasseroberfläche ragen rechteckige Inseln aus Natur- und Kunststein. Eine ist als Wanne ausgebaut, in der sich das Wasser staut und zu den niedrigeren Inseln abfließt.
Den nächsten Abschnitt begrenzen seitlich zwei flache Natursteinkaskaden. Sie schließen ein ebenes Bronzeobjekt mit Laubsägeoberflächen (siehe unten) ein, das sich aus verschiedenen rechteckigen Oberflächen zusammensetzt und sich um zwei Kanäle gruppiert. Viereckige Tröge mit Grünpflanzen flankieren die Kaskaden und trennen diesen Abschnitt vom nächsten.
Der Teich endet in einem schmalen rechteckigen Becken, in dem sich das Wasser in einem seichten Tümpel sammelt und zur Ruhe kommt. Durch eine schmale Rinne fließt das Wasser dann unter dem Kiesweg und unter der sonst efeuüberwucherten, aber an dieser Stelle freigelegten Holzabschirmung aus dem Grottenloch heraus (61), und nimmt unter einem ebenerdigen Steg hindurch seinen Weg weiter bis zum Egelsee (7).
Auffällig sind die von Singer so genannten „Laubsägearbeiten“, deren bronzene Oberflächen an Stadtpläne erinnern. Flache Einschnitte in diesen Oberflächen bilden abwechslungsreiche Muster von hausförmigen Erhebungen und straßenartigen Vertiefungen.

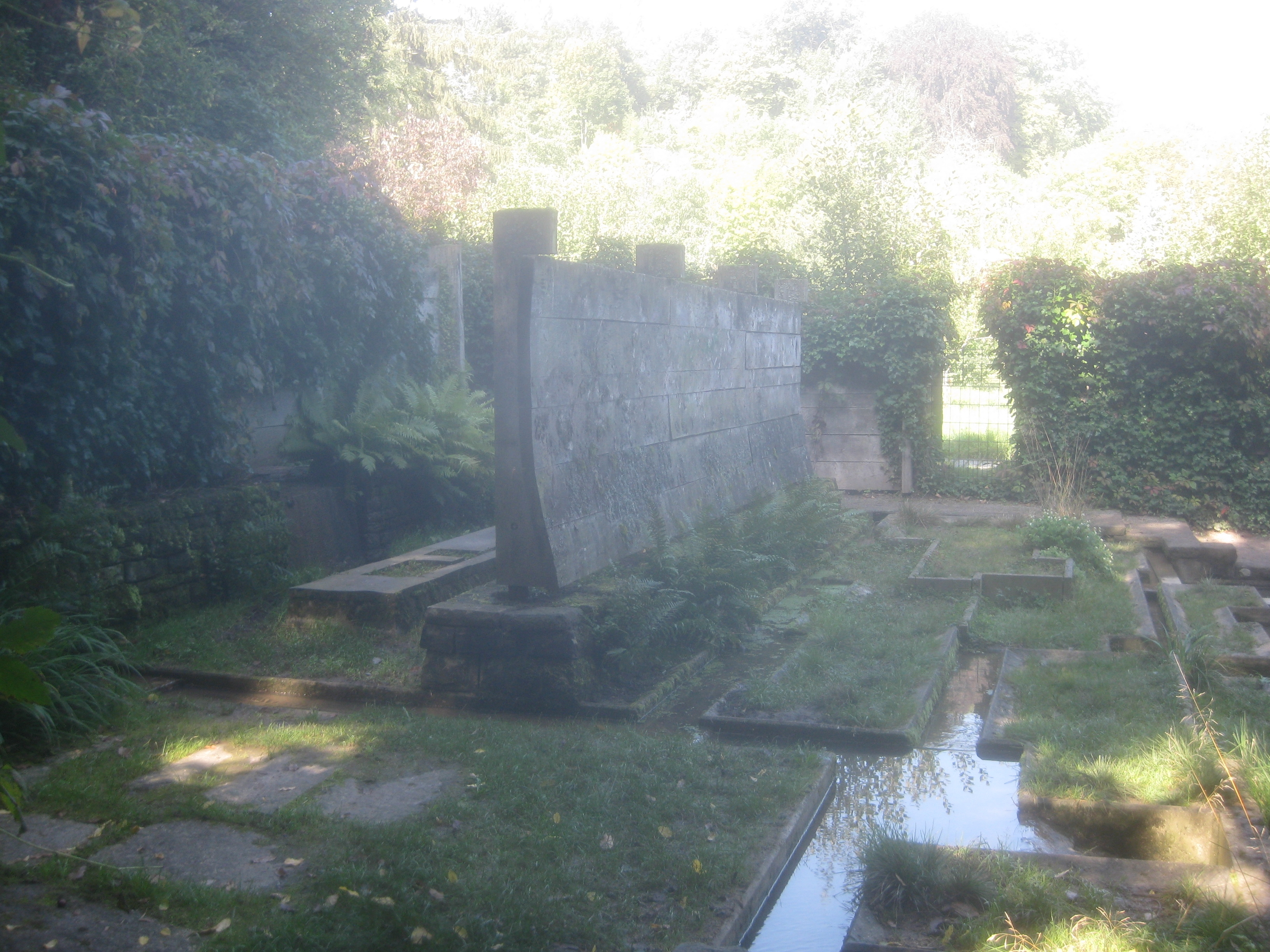
Von links: Große Wand, Tisch, Kleine Wand, Pflanztröge.
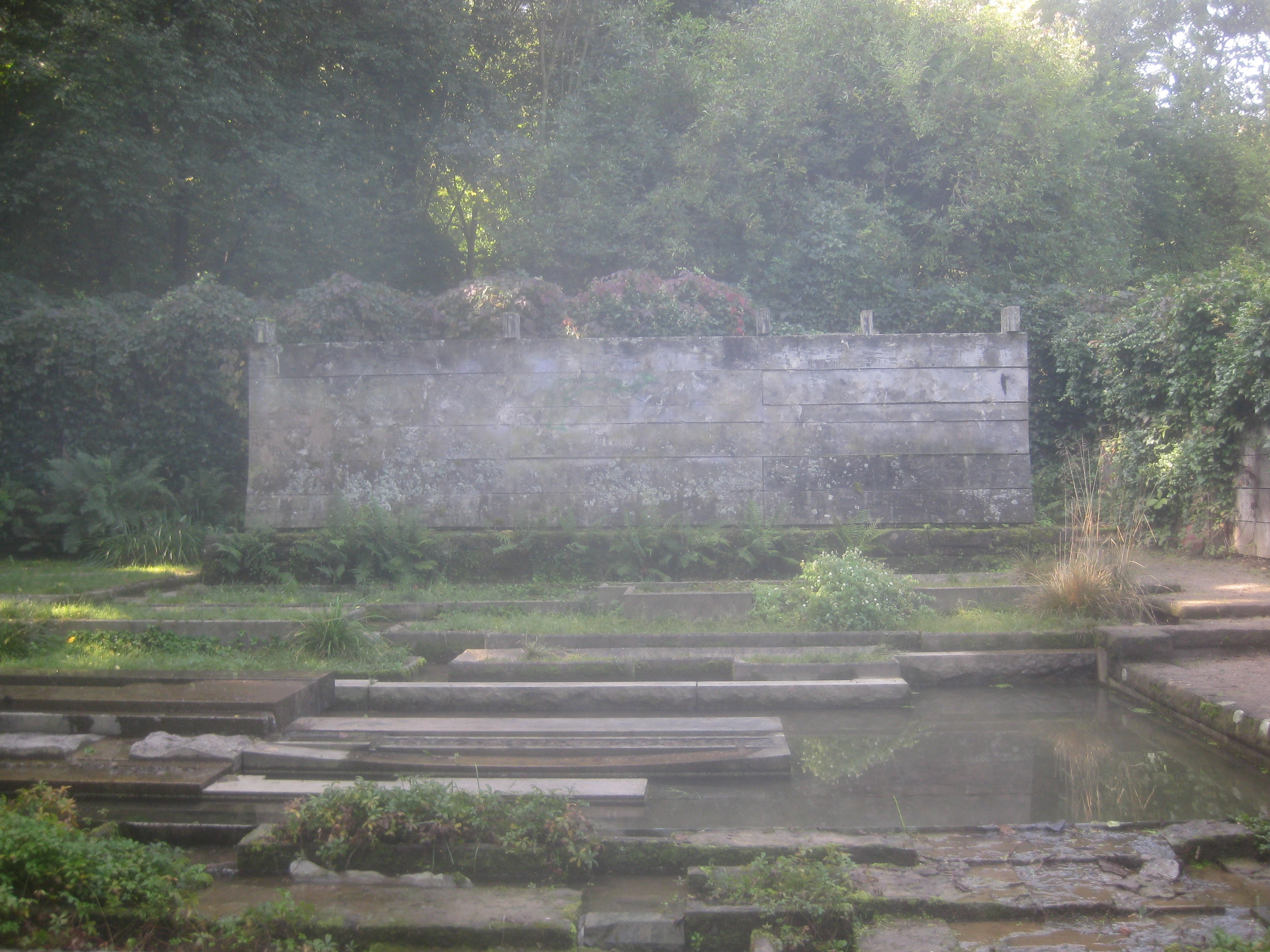
Kleine Wand mit Teich.
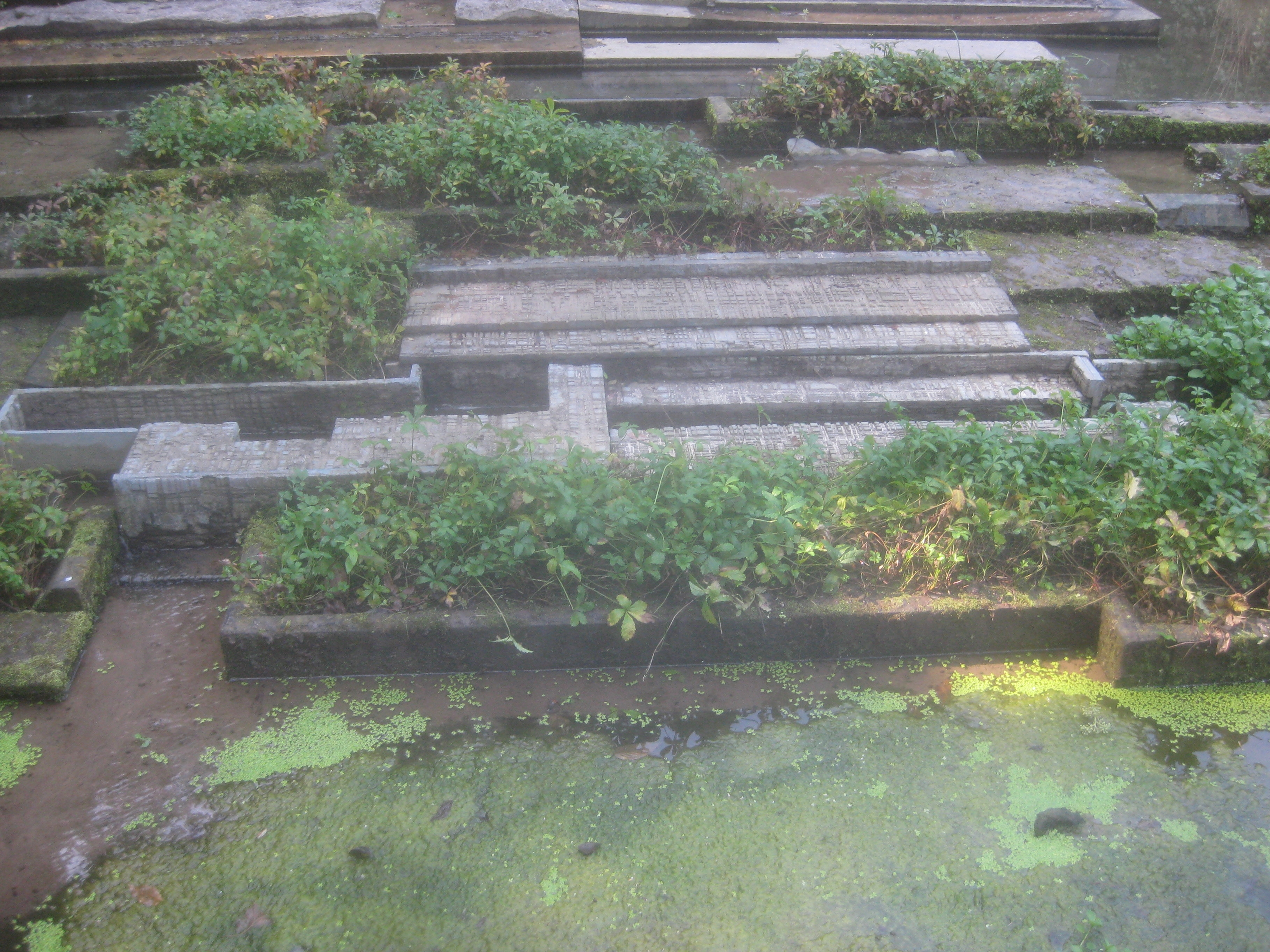
Teich mit Laubsägearbeiten (Mitte).
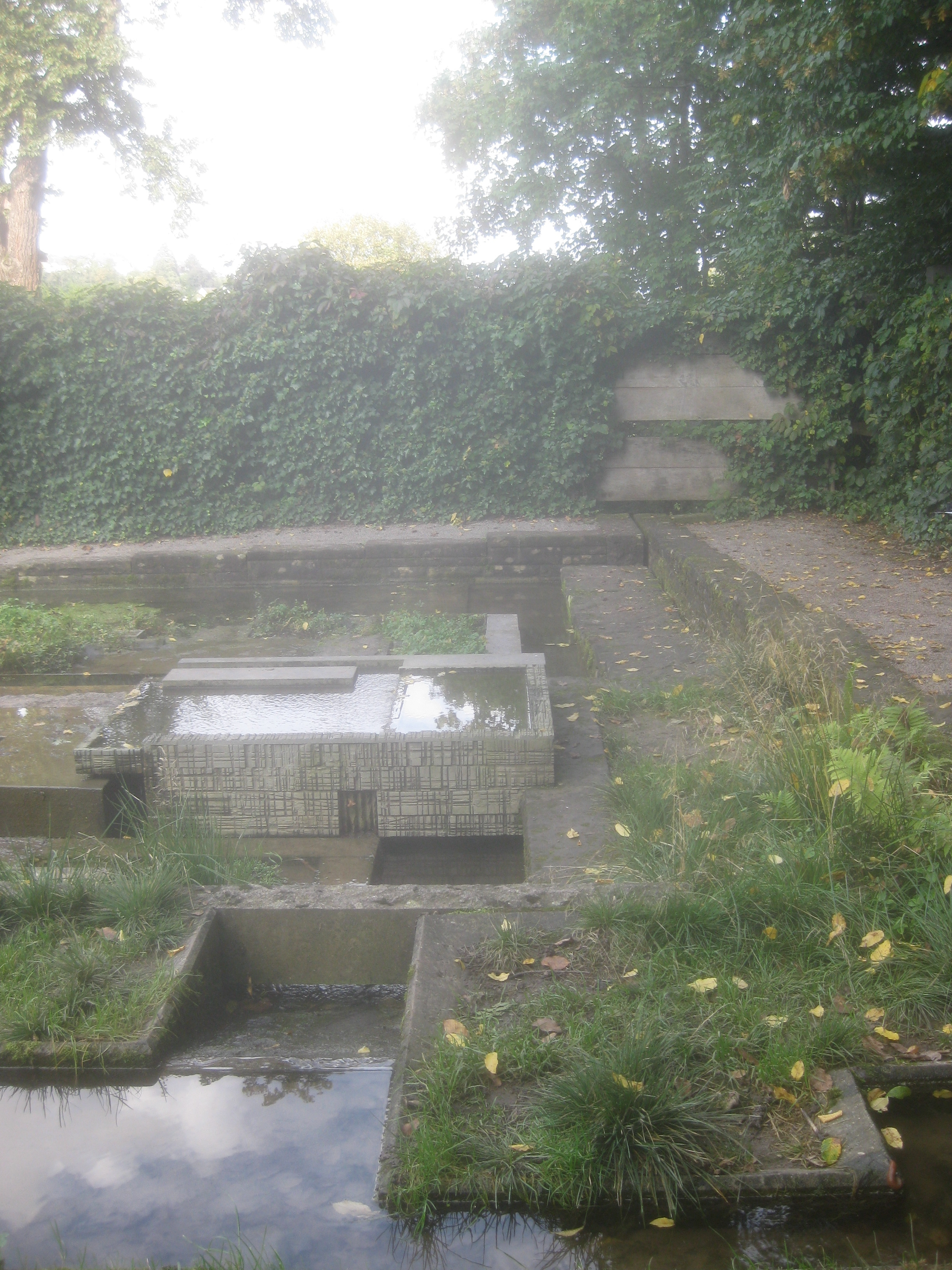
Links Mitte: Insel mit Laubsägearbeiten, rechts hinten: Abfluss des Egelbachs.
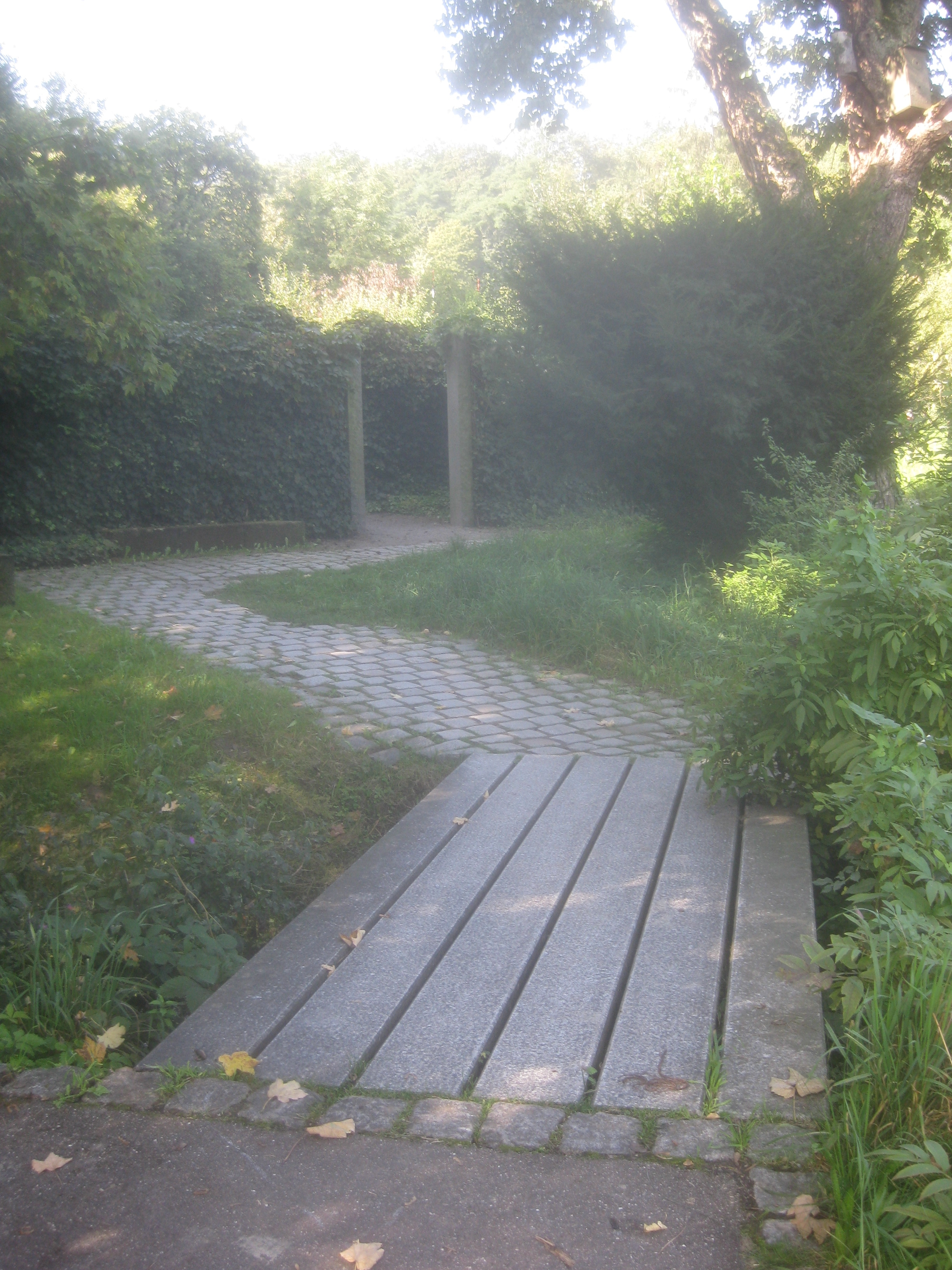
Osteingang mit Steg über dem Egelbach.

### Schattenbrunnen
Der Geländestreifen zwischen den beiden Einfriedungen am Übergang zum Schattenbrunnen wurde ebenfalls von Michael Singer gestaltet, ist aber jetzt verfallen und überwuchert, so dass der ursprüngliche Zustand nur noch erahnt werden kann. Dieser Abschnitt des Grottenlochs wurde wahrscheinlich von einer der drei künstlichen Quellen gespeist, die Singer anlegen ließ.
Der Schattenbrunnen liegt in einem Waldstück, das an der Grenze zum Grottenloch beginnt. Er besteht aus zwei Steinwannen, einer ca. 75 cm hohen Querwanne, die quer zur Einfriedung verläuft, und einer anfangs 15 cm und am Ende 50 cm hohen Längswanne, die parallel zum Spalier angeordnet ist. Beide Wannen sind im rechten Winkel miteinander verbunden.
Die Vorderwand der Querwanne wird durch ein Relief mit rechteckigen Formen gegliedert. Eine dicke Steinplatte mit rechteckigen Ausschnitten lagert locker auf Querbalken über der Wanne und schließt sie nach oben hin ab. Sie nimmt das Wasser einer künstlichen Quelle auf, füllt sich damit und befördert den Überlauf in eine Bodenrinne, die es zur Längswanne weiterleitet.
Die Längswanne wird von einer dicken Steinplatte bedeckt, die ebenfalls luftig auf Querbalken lagert. Aus Aussparungen in dem Deckel tauchen drei abstrakte Bronzeskulpturen hervor. Sie bestehen aus waagerecht und senkrecht gelagerten, teils kreuz und quer übereinander geschichteten Formteilen, die wie Möbelleisten anmuten und deren Oberfläche eine Holzmaserung vortäuscht. Das Wannenwasser tritt am unteren Wannenende aus und fließt über einen schlitzartigen Seitenkanal zum Teich hin ab.

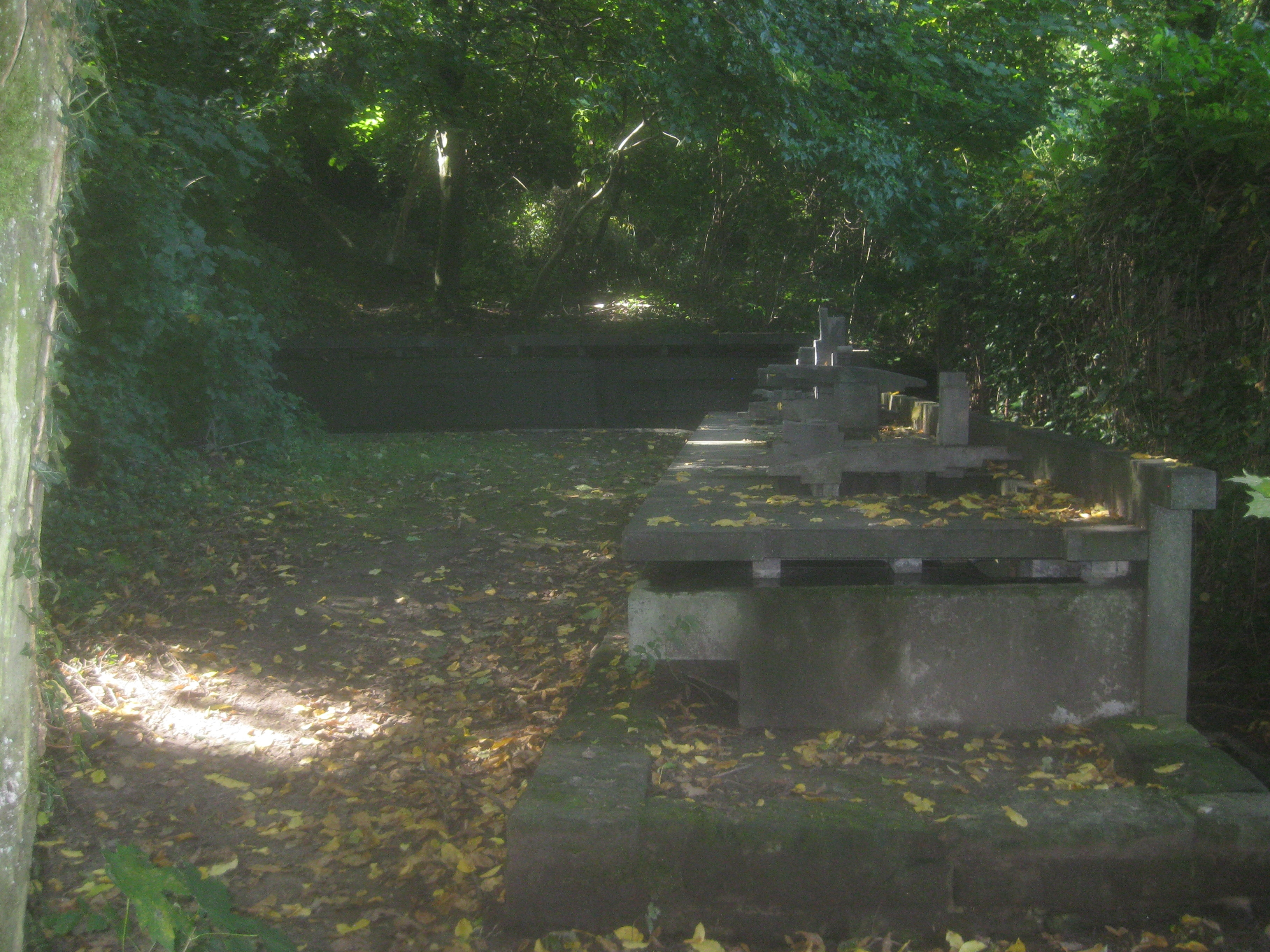
Rechts: Längswanne, hinten: Querwanne
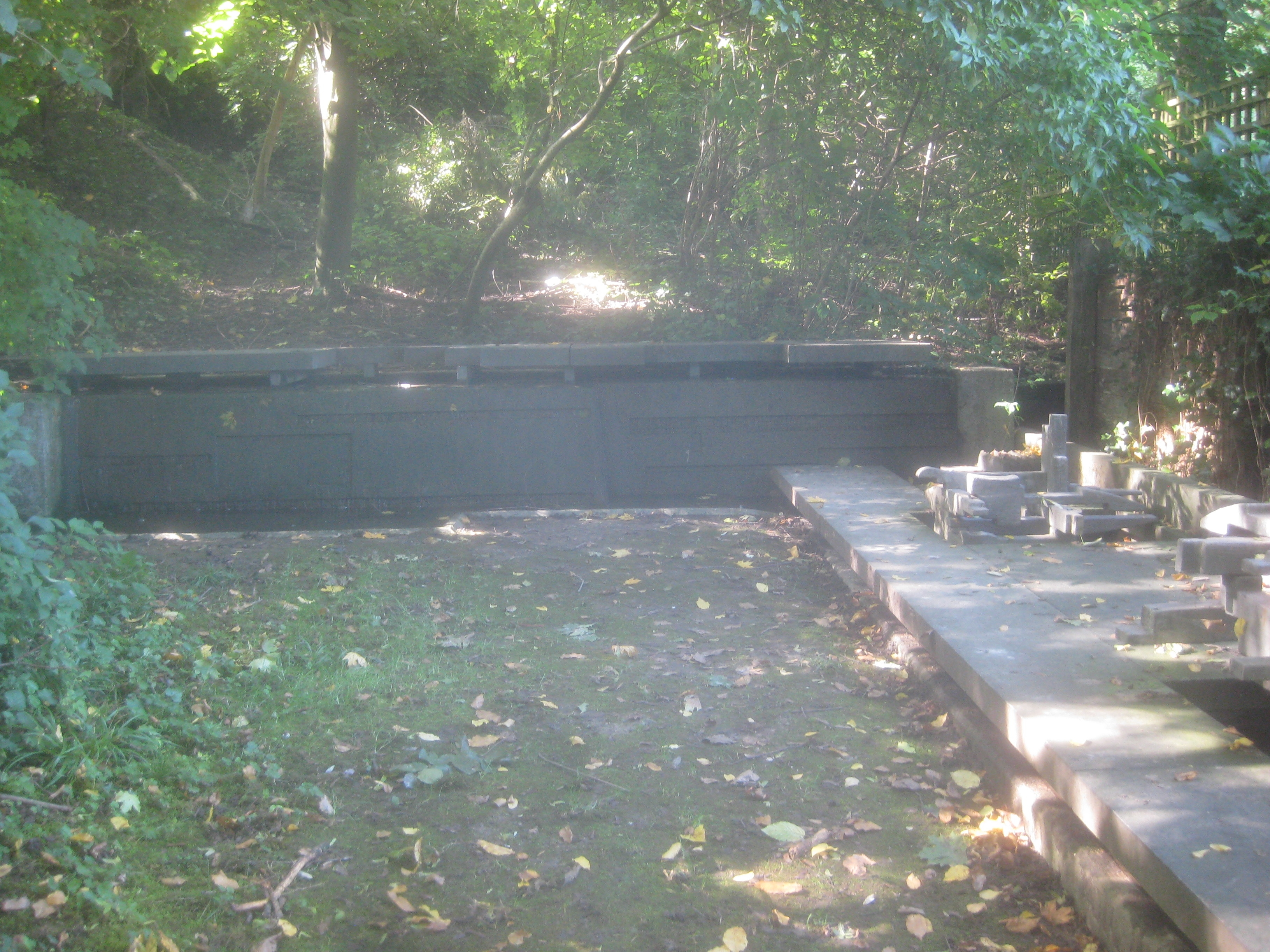
Querwanne
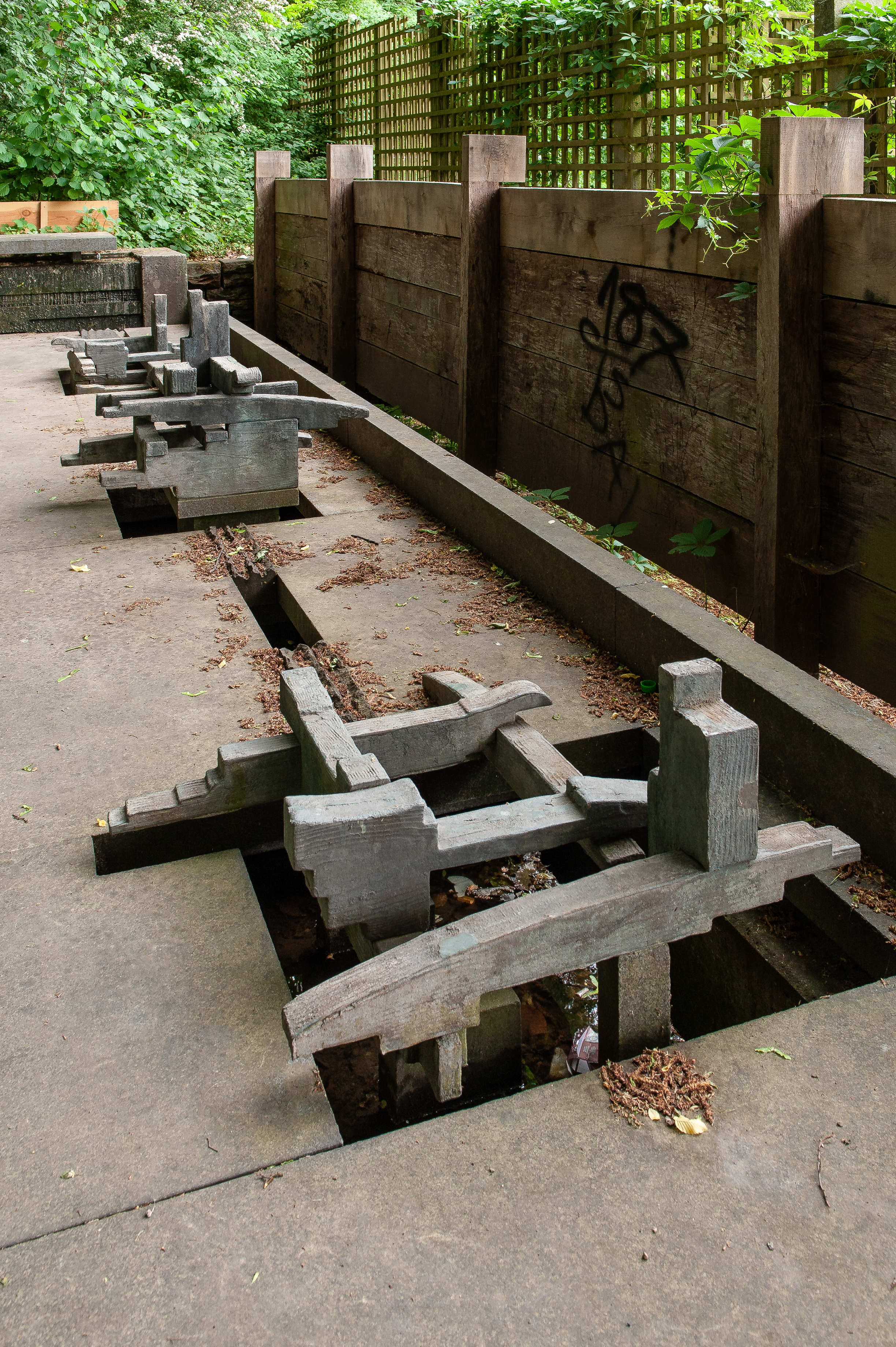
Längswanne
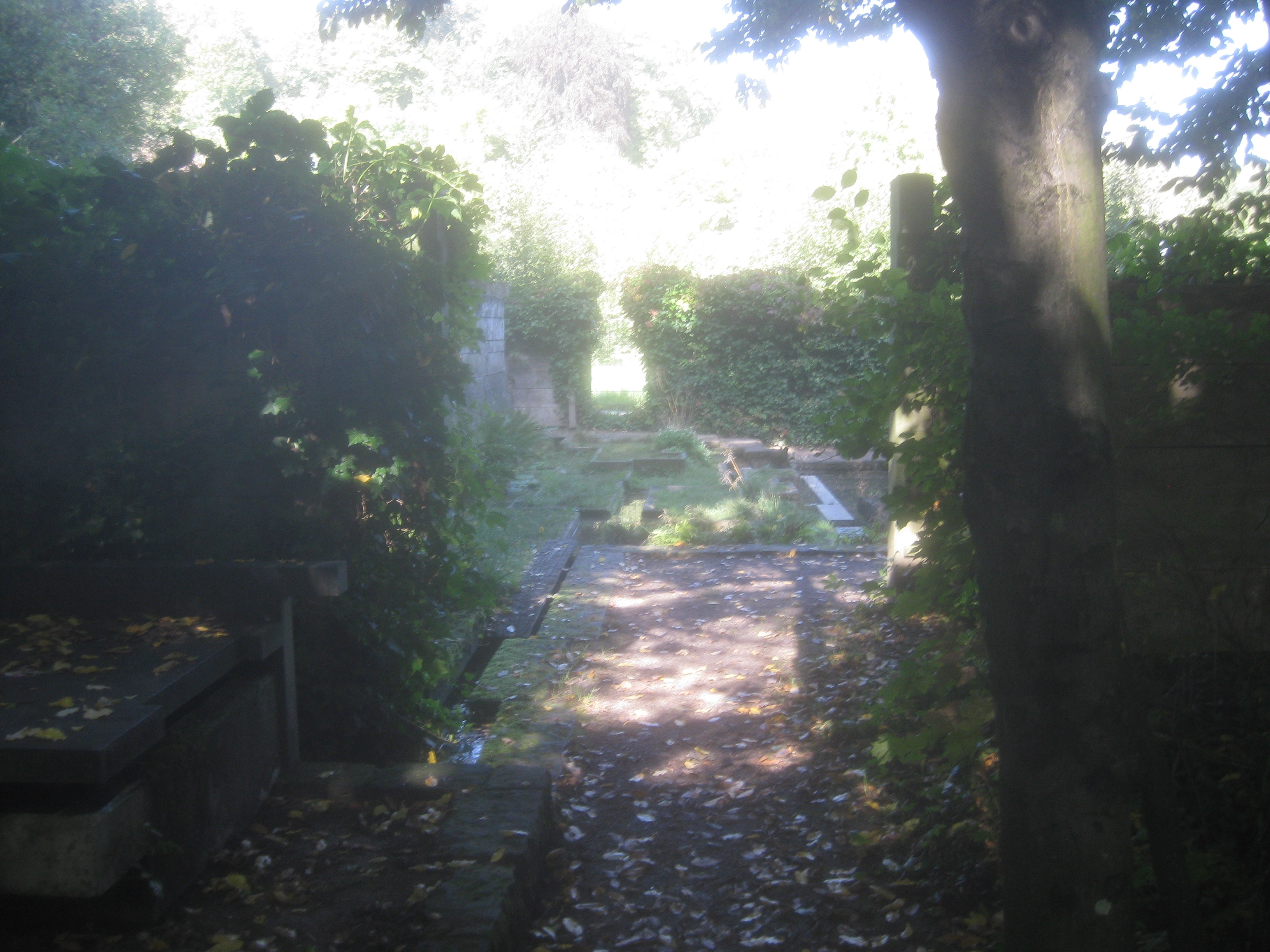
Seitenkanal zum Teich

### Gedenktafel

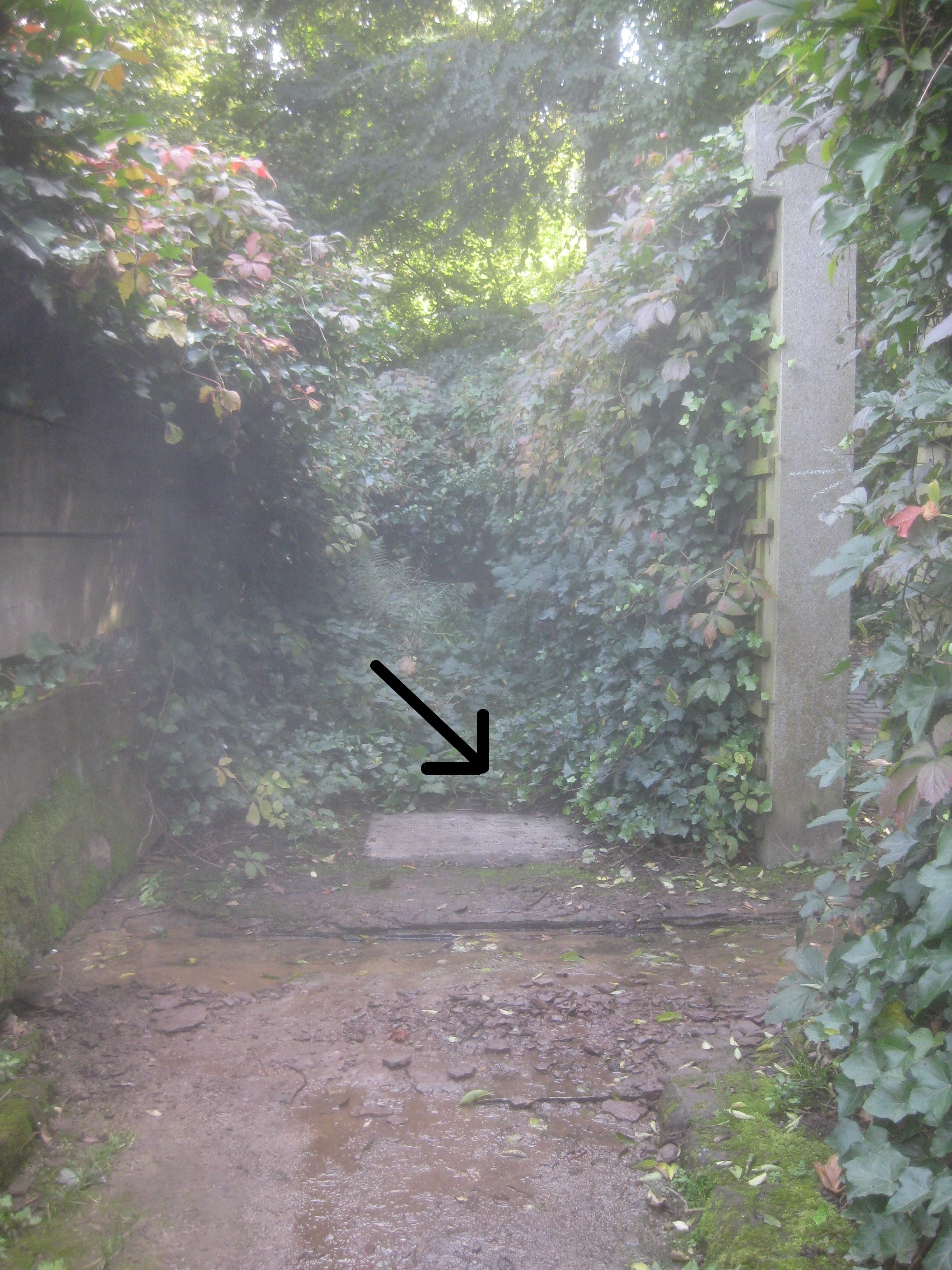
Gedenktafel (siehe Pfeil), rechts: Granitpfosten des Westeingangs.

Am Westeingang, durch den der Egelbach in den Teich fließt, ist rechts in dem efeuüberwucherten Raum zwischen Spalier und Holzabschirmung am Boden eine ebenerdige Liegeplatte aus Granit eingelassen. Die Stelle mutet wie ein Versteck an, denn die unscheinbare Platte wird leicht übersehen.
Die Gedenktafel trägt in Großbuchstaben eine Inschrift in englischer Sprache und ihre deutsche Übersetzung. Im ersten Teil der Inschrift ist der Werktitel der Brunneninstallation eingraviert:
| The Ritual Series / Retellings 1993 A Place to Remember Those Who Survived | Die Rituelle Serie / Wiedererzähltes 1993 Ein Ort der Erinnerung an die Überlebenden |

Der Kreis der Überlebenden, denen der Erinnerungsgarten („Memorial Garden“) gewidmet ist, schließt die Opfer des Holocaust mit ein, ist aber nicht auf diese beschränkt, vielmehr soll auch der Opfer des Krieges gedacht werden. Der lange vernachlässigte Ort am Fuß eines Trümmerhügels, der die Anregung für die Gedenkstätte gab, ist nach Michael Singer selbst ein Überlebender.
Der zweite Teil der Inschrift gibt ein Gedicht wieder, dessen Text 1945 an einer Mauer im Warschauer Ghetto gefunden wurde. Das Gedicht stammt von dem jüdischen Mystiker Rabbi Nachman:
| The world in its entirety is a very narrow bridge and the main thing is not to be afraid Nahman of Breslow died 1810 | Die Welt in ihrer Gesamtheit Ist eine sehr schmale Brücke Das Wichtigste ist keine Angst zu haben Nahman von Breslau gestorben 1810 |

## Konzept
Hinweis: Die Darstellung des Konzepts, das der Brunneninstallation zugrunde liegt, stützt sich auf #Singer 2013.
Der Garten besteht aus einem schattigen und einem lichtdurchfluteten Bereich, umgeben von Vegetation und Holzspalieren. Zwei kleine Bäche fließen hier zusammen, verstärkt durch drei künstliche Quellen. Das Wasser sammelt sich in stillen Becken und enthüllt künstliche Formen und Kammern unter der Oberfläche. Die künstlichen Becken und Wannen reinigen und durchlüften das Wasser, während es den Garten langsam durchquert. Büschel heimischer Pflanzen tauchen aus der Tiefe der Becken, als würden sie auf der Wasseroberfläche wachsen. Obwohl die meisten Wasserflächen in dem Garten still zu ruhen scheinen, hört man das Geräusch fließenden Wassers, das in verborgenen Kanälen durch den Garten strömt.
Bei der Anlage des Skulpturengartens kamen Stein, skulptierter Fertigbeton, Bronze, Holz, einheimische Pflanzen, Beton (für die Fundamente) und Erde zum Einsatz. Der Garten grenzt an eine alte Apfelbaumpflanzung, die im Rahmen des Gartendesigns saniert wurde, und an einen zugewachsenen Hügel, der nach dem Zweiten Weltkrieg aus Gebäudetrümmern der Umgebung aufgeschüttet wurde. Der Trümmerberg regte Singer an, in dem Garten eine Gedenktafel zu installieren und das Projekt als Erinnerungsgarten (Memorial Garden) zu bezeichnen.